# Глинськ (Роменський район)
Глинськ — село в Україні, у Андріяшівській сільській громаді Роменського району Сумської області. До 2020 центр сільської ради. Відстань до райцентру становить близько 23 км і проходить автошляхом місцевого значення. Населення — 1201 осіб (01.04.2024).

## Географія
Село Глинськ знаходиться на правому березі річки Сули, вище за течією на відстані 1,5 км розташоване село Сурмачівка, нижче за течією на відстані 4 км розташоване село Чеберяки, на протилежному березі — село Мельники. Річка в цьому місці звивиста, утворює лимани, стариці і заболочені озера.

## Назва
Назва села походить від глини, що залягає там близько до поверхні.

## Історія
Тривалий час першою згадкою про Глинськ вважався запис у списках від 1320 року, однак автори краєзнавчого дослідження «Краю наш роменський», виданого в 2003 році, вказують, що перша письмова згадка про руське поселення на місці села датована 1149 роком.
У 1870 році в Глинську був знайдений скарб римських монет часів правління династії Антонінів, які ходили в ІІ—V століть н. е. На місцевих городищах археологи знаходили уламки давньогрецьких амфор, що слугували тарою для перевезення товарів водними шляхами. Отже, стародавні люди мали вагомі причини селитися на тому місці: Сула, як і інші річки за давніх часів, була важливим торгівельним шляхом, а існуюче поселення — торговельним осередком.
Та місцевість мала приваблювати поселенців ще й зручністю для оборони. Адже такі розділені ярами та річками пагорби з прадавніх часів використовувалися людьми як острівці безпеки. До того ж з півдня, з боку Дикого Поля, звідки загрожували кочові племена, це місце захищала Сула. Перепоною слугували й непрохідні плавні та болота, що ними заплава Сули багата й тепер. Тож кочівникам, аби напасти на Глинськ, треба було шукати обхідних шляхів, бродів, а це позбавляло напади несподіваності.
Вигідним, для захисту, місцем протягом тисячоліть була розташована в південній частині поселення гора Замок — видовжене підвищення заввишки близько 40 м і завдовжки близько 600 м. Гора панує над околицею. З неї на декілька кілометрів в обидва боки проглядається долина Сули, за якою розляглася рівнина.
На території Глинська та його околиць (Чеберяки, Сурмачівка) виявлені рештки поселень кам'яної доби (IV—II тисячоліття до н. е.), городище й курганні могильники скіфів. У могилі поблизу Сурмачівки свого часу знайдено мечі, бойові сокири, списи, сагайдаки зі стрілами, панцирі, бронзовий шолом.
Із глинських городищ одне розташоване за північно-західною околицею села, в урочищі, що так і зветься — Городище, а інше, менше — на горі Замок. Обидва вони багатошарові. Найглибше лежать рештки стоянок часів неоліту, поверх них — залишки скіфських поселень, а ближче до поверхні — пізніших поселень слов'ян.
Наприкінці XIX — на початку XX століть ці городища досліджували археологи — Вікентій Хвойка, Василь Ляскоронський, Микола Макаренко, Дмитро Самоквасов, М. Бранденбург, С. Мазаракі. У ХХ столітті розкопки на них проводили Ф. Копилов, Іван Ляпушкін, Олег Сухобоков, Михайло Кучера, Юрій Моргунов. Дослідники знаходили там бронзові та залізні наконечники стріл, намиста, бронзові підвіски, срібні кільця та інші речі. Колекції предметів, знайдених на глинському Замку, зберігаються в музеї «Ермітаж» (Санкт-Петербург), Національному музеї історії України, Державному історичному музеї Росії, Інституті археології Національної академії наук України та Роменському краєзнавчому музеї.
Поруч з горою Замок, на горі Могилки, є курганний могильник з трьома десятками могильних насипів, дещо пошкоджених шукачами скарбів. За результатами розкопок частина тих поховань належать сіверянам Х століття, а інші відносяться до періоду Київської Русі ХІ—ХІІ століть.

### Доба Київської Русі
Наприкінці Х століття, коли князь Володимир Великий почав споруджувати Посульську оборонну лінію проти печенігів, були використані й переваги місцерозташування Глинська, про що свідчать знайдені на Замку сліди городища часів Київської Русі і наконечники руських стріл дотатарських часів, а також кладовище сіверян і полян, загиблих і померлих в ті часи. На горі Замок тоді, скоріш за все, був збудований острог. Саме це могло стати моментом, коли місцевість під назвою «Глина» або «Глинне» набула більшого значення і стала називатися Глинським острогом, а потім і скорочено Глинськом.
Під горою Замок з часом виникли неукріплені передмістя — посади, котрі потерпали від ворожих наскоків. Для тих, хто не встигав порятуватися за стінами острога, укриттям ставав ліс, що густо вкривав всю горішню частину села.
У жовтні 1239 року орди хана Батия вдерлися на Посулля і спалили всі його міста. Те, що лишилося від Глинська, опинилося під владою татаро-монголів. Відновлювати острог татарам було ні до чого, оскільки Глинськ опинився в глибині території Золотої Орди і втратив значення прикордонного сторожового осередку.

### Литовська доба

Карта татарських князівств у складі Чернігово-Сіверських земель в першій половині XV ст., по Ст. Кучиньскому:
Яголдай
Курська тьма
Чернігівська тьма
інші Чернігово-Сіверські землі

Землями, до яких відносився Глинськ, Орда володіла 123 роки. Хоча відомості про життя в тогочасному Глинську відсутні, однак 1320 року (в часи татарщини) він був згаданий під своїм іменем у списках, і це підтверджує: місто й за татарських часів існувало і про нього знали.
В середині XIV століття татар почали тіснити литовці, а в 1362 році військо Великого князя Литовського Ольгерда зайняло всю колишню Переяславщину, включаючи Глинськ. Наступний Великий князь Литовський Вітовт домігся від татарського хана Тохтамиша письмової відмови від прав татар на ті землі. Через сто років хан Менглі-Гірей у грамоті до Великого князя Литовського Жигимонта І зазначав: 
| «Пригадуємо вам, що великий цар, дядько наш, і великий цар Ачжи-Гірей, отець наш обдарували Великого князя Вітовта Києвом насамперед, а також і іншими численними землями починаючи від Києва по Дніпрі до устя: Снепород і Глинськ з усіма їх людьми, Жолваж, Путивль з землями і водами…». |
Так Глинськ знову став прикордонним містом — цього разу на межі між Великим князівством Литовським і Диким Полем, яким продовжувала ще володіти Золота Орда. В цей період з волі Вітовта Глинськ став вотчиною удільних князів Глинських.
Невдовзі після поразки на Куликовому полі в 1380 році ординський темник Мамай втратив владу в Орді і був отруєний з відома нового хана Тохтамиша. Син Мамая Мансур-Кият втік до Литви і отримав від її Великого князя в управління Глинськ, зобов'язавшись відродити його і охороняти ділянку кордону з Ордою, що проходив у ті часи по Ворсклі. Лексада, син Мансур-Кията, став одним із основоположників козацтва, що саме тоді зароджувалося, — легендарно відомим як козак Мамай через своє родове походження від темника Мамая.
У 1399 році, коли Вітовт зазнав тяжкої поразки від татар у битві над Ворсклою, Лексада врятував Великого князя. Вдячний Вітовт, враховуючи, що вотчиною рятівника був Глинськ, дарував йому титул князя Глинського і віддав у володіння чималу територію.
Лексада охрестився у Києві, прийнявши ім'я Олександр. Він сприяв заселенню і розвитку наданої йому території, налагодив надійну прикордонну службу, зміцнив Глинськ як центр своїх володінь. При цьому Лексада «сруби Полтаву, Глинск да Глиницу» — тобто, збудував там дерев'яні укріплення. Десь тоді, на межі XIV—XV століть, відроджений Глинськ вже був включений до літописного «Списку руських городів дальніх і ближніх», де його віднесено до київської групи міст.
Руїни місцевих укріплень, описані Опанасом Шафонським у 1786 році, свідчили, що Глинський Олександр збудував добре укріплений Город в центральній частині Глинська. Додаткову ланку укріплень з боку Дикого Поля складали замок, збудований на однойменній горі, та фортечка на теперішніх Могилках, з'єднані між собою валом з частоколом.
Оборонне значення мали глинські струмки. Три з них звуться Муховицями, а так в давнину називали штучні водоймища. Очевидно, задля зміцнення оборони Города струмки ті загачувалися і яри, у яких вони течуть, заповнювалися водою.
В укріплених місцях Глинська були влаштовані також льохи для зберігання запасів зброї і харчів, підземні ходи для виходу людей за місто. Залишки льоха на горі Замок ще у 1786 році описав О. Шафонський. В енциклопедії Брокгауза і Ефрона згадується підземелля на Замку, де була знайдена бронзова 40-відерна діжка. Що стосується підземних ходів, то вони досі дають про себе знати провалами та просіданнями ґрунту.
Глинський Олександр, відбудувавши і зміцнивши Глинськ, володів ним до 1446 року Потім по 1471 році то була власність його сина Івана Олександровича, а опісля — онука Федора Івановича Глинського. В 1498 році відбувся розподіл земель Глинських на Лівобережжі між синами Федора Івановича, при якому Глинськ дістався Богданові Глинському, який вважається одним з основоположників українського козацтва.
Згодом лиха доля прикордоння знову стала даватися Глинську взнаки. Починаючи з 1482 року і до кінця XV століття кількома набігами орд кримського хана Менглі-Гірея Глинщина була спустошена, сотні тисяч людей забрані в неволю. Розвиток міста знов загальмувався на декілька десятиліть.
Князі Глинські брали активну участь у спробах Литовської держави дати раду татарсько-турецькій загрозі. Так, в 1493 році турецьку фортецю Очаків погромив Б. Глинський. А в 1505 році успішний похід на Крим здійснило литовське військо вже під проводом князя Михайла Глинського, який володів Глинщиною у 1503—1508 роках.
Цього нащадка Лексади історики називають видатним політичним діячем України, Литви, Московії кінця XV — початку XVI століть. В 1500—1507 роках він був впливовим членом панської і маршальської ради при дворі Великого князя Литовського Олександра. Потрапивши ж у немилість до наступного Великого князя — Жигимонта, М. Глинський разом з братом Василем підняв у 1508 році повстання, щоб відділити ці території від Литви і створити на них самостійне руське князівство. Після поразки брати Глинські перейшли на службу до Великого князя Московського Васілія ІІІ. Останній згодом одружився з племінницею М. Глинського Олені Василівні Глинській — і вона стала матір'ю царя Івана IV Ґрозного, а після смерті Васілія ІІІ успішно правила Московською державою як реґентка при малолітньому царі Івані в 1533—1538 роках.
Князі Глинські надалі в історії майже не згадуються. Їх рід до кінця XVI століття практично згас. В 1534 році Глинськ з рукою однієї з князівен відійшов до землевласників Байбузів, а в 1550-х роках з рукою спадкоємниці вже цього роду дістався землевласникові Грибуновичу. Однак сплюндровані татарами землі Посулля, включно з Глинськом, протягом більшої частини XVI століття лишалися запустілими. Там вижила лише дещиця місцевого населення, яких українці з-за Дніпра називали севрюками.

### Доба Речі Посполитої
Після Люблінської унії 1569 року Глинськ разом з усім Лівобережжям потрапив під владу Речі Посполитої. Спочатку її король Стефан Баторій підтвердив права на «пустиню названу річку Сулу, річку Удай і річку Солоницю з річками і озерами, почавши з кінця: горою Сули од Снітина рубежа московського аж вниз до устя Дніпра» Байбузам-Грибуновичам, спадкоємцям Глинських. Пізніше магнат Олександр Вишневецький захопив Посулля і прискорив його заселення. Разом з десятками міст Лівобережжя відроджується й Глинськ.
Заселяючи Лівобережжя, селяни з Волині, Поділля, Галичини, Полісся принесли з собою тамтешні назви сіл, прізвища, побут. Проте Глинськ відродився під своєю власною давньою назвою, і це означає, що місто ніколи не було повністю покинутим і забутим людьми.
Близько 1616 року, коли король Сигізмунд ІІІ відібрав у сім'ї Вишневецьких їх землі, Глинськ був переданий у володіння скарбовому писареві Ф. Миравицькому. Пізніш містом недовго володів коронний хорунжий А. Конєцпольський. Десь між 1625 і 1635 роками глинська громада збудувала собі дві церкви — Воскресенську і Успенську.
Пізніше молодий Ярема Вишневецький почав повертати собі батьківські володіння, і в липні 1645 року його військо, застосувавши артилерію, напало на Глинськ і пограбувало його. Наступного 1646 року Вишневецький «способом ґвалтовним і воєнним» таки відібрав Глинськ у Конєцпольського і заволодів ним. На той час у місті разом з навколишніми хуторами було 1264 господарства і 16 «колес млинських».
В Глинську Вишневецький мав одну з своїх резиденцій, будівля якої не збереглася. Колишнє місце її розташування ще в кінці XVIII століття глинчани пам'ятали і показували прибульцям. В околицях Глинська князь любив полювати.
Вишневецький сприяв розвитку ремесел у своїх володіннях. Саме за його часів були засновані цехи глинських ремісників.
Є свідчення, що за Вишневеччини Глинськ отримав самоврядування на основі Магдебурзького права. А Самійло Величко називає Глинськ повітовим центром, очевидно, Київського воєводства. За Вишневецького, чи й безпосередньо від нього, місто отримало й власний герб — «короноване золотим вінцем в червоному полі золоте серце, на коїм положені хрестоподібно дві чорні стріли».
Приблизно тоді ж французький інженер Боплан позначив Глинськ на створеній ним карті України. В «Описі України» він згадує димарі гончарного виготовлення, які вже в ті часи (перша половина XVII століття) продавалися на базарах. Такі виготовлялися в Глинську ще в другій половині XX століття, їх і сьогодні ще можна бачити на хатах саме в тій місцевості.
Навесні 1637 року місто було охоплене повстанням під проводом Павлюка. Сім'ї глинчан згадуються серед учасників повстання — втікачів з України, що перебували 1638 році в Путивлі.

### Доба Гетьманщини

#### 17 століття
В 1648 році Глинськ став сотенним містом Миргородського полку. З козаків, які жили в місті та його околицях, у червні того року була сформована Глинська сотня у складі 80 козаків. Першим глинським сотником став Демко Мартинович.
На території Глинщини під час Визвольної війни значних військових дій не було. Однак козаки Глинської сотні зі своїм полком в битвах Визвольної війни мусили брати активну участь. В січні ж 1654 року, коли населення України приводилося до присяги московському цареві, у Глинську її прийняли сотник, отаман, писар, 37 козаків, війт, бургомістр і 75 міщан — незначна частина населення міста.
В складі Гетьманщини Глинськ зберігав самоврядування і управлявся виборною ратушею, але став підлягати і козацько-старшинській адміністрації. Пізніше органом місцевої стала сотенна канцелярія під керівництвом сотника, за ратушею ж лишилися переважно судові функції. З 1658 року Глинська сотня була виведена зі складу Миргородського полку і підпорядкована Лубенському.
На час приєднання України до Росії глинським сотником був Іван Боґлевський, шваґер Івана Виговського, який сам мав в управлінні сусідній Ромен. В березні 1658 року сотника в його маєтку забили повсталі проти нього козаки. Було «вирізано немилосердно, злобно, злорадно родину Боґлевських — шваґрів Виговського з усім домом, і трупи викинено на смітник, не давши ховати…». Це стало нерядовою подією в житті Гетьманщини, бо «підіймало перед очима козацької старшини привиди різні польського панства, тільки тепер об'єктами злоби і завзяття цієї української черні ставали вони, недавні учасники і провідники цих повстань».
Тоді, за часів Руїни, Глинськ не лишався осторонь міжусобних воєн. В тому ж березні 1658 року військо гетьмана Виговського на чолі з ніжинським полковником Гуляницьким підійшло під сусідню Лохвицю, у якій замкнулися козаки бунтівного полтавського полковника Мартина Пушкаря. Він, Гуляницький, «у Лохвиці над Пушкарем нічого не досяг і в четвер, 18 березня (1658 року), повернув від Лохвиці на Глинсько і далі, до себе». Глинчани ж, як і жителі Лохвиці та Ромна, підтримували в тій війні полковника Пушкаря. Тому вони могли не впустити військо Гуляницького в Глинськ і вбити при цьому свого сотника, як прибічника Виговського.
На початку 1660-х років глинським сотником був Іван Ковалевський — соратник і свояк Богдана Хмельницького, його особистий перекладач, відомий військово-політичний діяч, дипломат, Генеральний осавул в 1655—1659 роках при гетьманах Б. Хмельницькому, І. Виговському та Ю. Хмельницькому.
Коли 1669 році в Глухові гетьманом України був обраний Дем'ян Многогрішний, претендент на цю посаду Петро Дорошенко рушив на Лівобережжя, щоб залучити тамтешніх козаків на свій бік. Многогрішний послав проти нього «з городовим військом наказного гетьмана Стрієвського. Перед Другою Пречистою в перших числах вересня Стрієвський зійшовся у Глинському повіті під Новою Греблею з Дорошенковим військом та ордою» і був розбитий Дорошенком. Останній зайняв тоді Глинськ і володів ним та ще півсотнею міст і містечок Лівобережжя протягом якогось часу наприкінці 1669 року.
Коли Многогрішний був засланий до Сибіру, 17 червня 1672 року під Конотопом козацька рада обрала на гетьмана Івана Самойловича і уклала з бєлґородським царським намісником Ґ. Ромодановським угоду, відому як Конотопські статті. Серед її підписантів значиться глинський сотник Грицько Іванів. За гетьманування Самойловича глинські козаки брали участь в так званих Чигиринських походах 1677-78 років, де протидіяли намаганням турків захопити Чигирин.
В період Руїни багато глинчан переселилися на спокійнішу Слобожанщину. Так, 1671 року лише в щойно тоді заснованому містечку Миропілля проживало 39 вихідців з того міста. В той же час 1678 року до Глинська було переселено 38 родин козаків з захопленого турками Правобережжя.
В 1687 році, коли гетьманом України став Іван Мазепа, глинським сотником призначено Михайла Прокоповича Жуковського. Він перебував на цій посаді 10 років з невеликою перервою: в 1692—1694 роках глинським сотником був старий вже Лаврін Гнатович Замниборщ, перед тим багатолітній сотник чорнухинський.
З іменем М. Жуковського пов'язане значне оновлення дерев'яної церкви Воскресіння Христового. На відзнаку цього родовий герб сотника протягом наступних десятиріч був зображений під образами її іконостасу.

#### 18 століття
Після нього посада глинського сотника стає дуже схожою на спадкову: сотниками в Глинську один за одним стають син Михайла Прокоповича Андрій Жуковський, за ним десь у 1714 році — син останнього Опанас, пізніше, в 1720-х роках — Василь Жуковський, після нього, можливо, Іван Жуковський, а останнім глинським сотником був Жуковський Степан. Рід Жуковських пізніше стає дворянським, його представники ще довго жили в Глинську і прізвища їхні зустрічаються у вирі подій громадянської війни 1918—1920 років у Роменському повіті.
Під час Північної війни з листопада 1708 до ь|квітня 1709 року, коли штаб-квартира короля шведів перебувала в сусідньому Ромні, Глинськ був серед міст, де стояли сильні шведські залоги. Тогорічна зима була суворою. Коли в грудні шведи мусили тимчасово відступити з Ромна, то лише 18 грудня на шляху до Глинська замерзло близько 80 шведських вояків. Ці та загиблі під час перестрілки з росіянами шведи були поховані в Глинську, проте їх могили не збереглися. Після відступу шведів з Ромна Глинськ був якийсь час їхнім важливим опорним пунктом для нападів на росіян, що просувалися Ромоданівським шляхом в бік Полтави.
Тієї зими російські генерали тривожили шведів і в інші місяці. В Глинську, зокрема, наприкінці лютого перебував фельдмаршал Борис Шереметєв. Зберігся лист Шереметєва Петру І, відісланий з Глинська 28 лютого 1709 р.
В 1709 році в місті була збудована третя церква — Миколаївська.
На поч. 1730-х років у Глинську з'явилися грузинські князі Кавкасідзе. Володіння цього старовинного роду в Грузії були окуповані турками, і князь Єфрем Кавкасідзе визнав за краще покинути батьківщину і попросити притулку в єдиновірній Російській імперії. Землі і залежних селян князь отримав у Глинську.
В ті ж часи, в 1728 році, мешканці сусідньої Волошнівки скаржилися гетьманському урядові на глинського сотника Василя Жуковського, який 
| «многіє здирства затіває, роботизни немилостивії накладає, всяк чоловік кожного дня не виходить з його панщини, особливо під час жнив, також розбої великії чинить, мало до смерті іних поприбивав і не маємо жодного помилування від нього, бо багатьох козаків у мужики позабирав». |
Окремі джерела свідчать про вбивство цього сотника доведеними до краю козаками.
У 1742 році монополію Жуковських на сотницький уряд було тимчасово порушено і посаду глинського сотника отримав вихрещений єврей Антон Крижанівський, що був тоді серед найбагатших людей Гетьманщини. За це призначення Крижанівський заплатив Генеральному писареві Андрієві Безбородьку хабаря в розмірі 260 червінців і ще 300 карбованців дорогоцінностями. Урядував Крижанівський Глинськом успішно, бо в 1760-70-х роках, тобто після його урядування, якщо вірити джерелам, у Глинську мешкало близько 8,1 тисяч жителів, чи не найбільше за всю його історію.
В 1760 році, у рамках освітньої програми, запровадженої Лубенським полковником Іваном Кулябкою, у Глинську була відкрита парафіяльно-сотенна школа для хлопців 12-15 років, де навчалося 56 учнів. У ній навчали грамоти, а також військової справи — фехтування, стрільби тощо.
У 1782 році, після ліквідації полкового устрою України, Глинськ став повітовим центром Чернігівського намісництва. 3 травня 1783 року жалуваною грамотою цариці Катерини ІІ йому були присвоєні такі ж вигоди й переваги, як Києву, Чернігову, Ніжину та іншим значним тоді містам. Одночасно місту були передані податкові доходи від винного продажу в місцевих шинках. А Чернігівське намісницьке правління своїм указом від липня того ж року запровадило пряму пошту для пересилання листів з Глинська на Чернігів через села Великі Бубни та Ярошівку.
У 1786 році за дорученням чернігівського намісника до міста прибув чиновник О. Шафонський. Перебуваючи в Глинську, він склав його детальний опис. З записів Шафонського відомо, що у 1786 році в Глинську жило 2916 мешканців, з яких 1707 (58 %) за своїм станом відносилися до козаків, 852 (29 %) — до селян-кріпаків. З решти глинчан 274 (9 %) — були міщанами, 55 — купцями, 28 — священно- і церковнослужителями, 197 (6 %) — ремісниками.

### Російська доба

Герб російського періоду

#### У складі Малоросійської губернії
В результаті реформ Катерини II змінилася і система місцевої влади. Головним посадовцем Глинського повіту став городничий, а міста Глинська — міський голова. Документи 1784—1789 років глинським городничим називають секунд-майора Макара Шульгина. Замість сотенної канцелярії був створений магістрат, утворена загальна та шестигласна міська дума — виборний розпорядчий орган міського самоврядування. Серед посадових осіб міста були лікар і підлікар.
Серед інших тогочасних глинських закладів О. Шафонський відзначає також дві школи при церквах, споруджену коштом глинської громади богадільню, 9 кузень, солодовню і 19 шинків.
Однак царська ласка була недовговічною і в 1796 році Глинський повіт був ліквідований. Невдовзі, за адмінподілом 1797 року, Глинськ увійшов до новоствореної Малоросійської губернії. Окремого повіту для нього вже не знайшлося і місто відтоді стало називатися «заштатним городом».
Промисловість Глинщини в той час складалася з цегельного заводу, 4 сукновалень та 15 кінних заводів. Цегельний завод знаходився в Глинську і належав поміщикові Зарудному. З виробленої ним цегли в 1794 році було збудовано Миколаївську церкву, яка служить громаді й досі.
У XVII—XVIII століттях місцеві козаки, як і селяни в своїх і старшинських, а потім поміщицьких господарствах, вирощували жито, пшеницю і розводили худобу, котру продавали росіянам та іншим іноземцям. Прибутковою для глинчан культурою ще з XVII століття був тютюн, який вони збували переважно роменським купцям та промисловцям. Ним засівалися площі навіть більші, ніж хлібами.
Більшість глинчан у XVIII столітті вже мали сади, де росли яблуні, груші, різних сортів вишні, черешні, смородина, порічки. Але вже тоді місто особливо славилося своїми сливами. Пізніше в енциклопедії Брокгауза і Ефрона зазначалося, що «в Глинську виведені відмінної якості сливи-угорки під назвою глинських; за вмілої сушки ці сливи не поступаються найкращим сортам привозного чорносливу».
Покупцям з Росії глинчани продавали садові плоди на дереві. Крім того, вони сушили їх у печах, а потім вивозили на ярмарки до Ромна, Коропа, Сосниці, Вороніжа, Нових Млинів.
Щороку і в Глинську відбувалися чотири ярмарки:
- на Трійцю;
- 1 вересня;
- на п'ятій неділі Великого Поста;
- 9 грудня — в День зачаття Святої Анни.

Кожен з них тривав по три дні. З Ромна і Лохвиці привозили «дрібний красний товар», з Коропа, Вороніжа і Березни — «гаряче вино», а з ближніх сіл — рогату худобу, овець, коней, різний хліб, сіль, сало та інші селянські продукти.
Місцеві ремісники ще за Вишневецького були об'єднані в цехи. Наприкінці XVIII століття таких цехів у Глинську було вісім — кравецький, ткацький, колісницький, шевський, різницький, ковальський, калачницький, гончарський. Найбільше було колісників — 39, і Шафонський наголошував, що саме глинські колісники в той час особливо славилися. Вони виготовляли вози та дерев'яні колеса і продавали їх у Ромні візникам-росіянам, а також місцевим чумакам.
Відносно небагато, лише 17, було в 1786 році гончарів, які виготовляли високоякісну цеглу, кахлі, різноманітний посуд і гончарні димарі. Але в другій половині XVIII століття глинчанин Тихін Сулим започаткував новий напрям у гончарному мистецтві України — так звану фляндрівку, іноді в поєднанні з квітковими мотивами. Глинських гончарів було запрошено на роботу до Києво-Печерської Лаври, аби вони збагатили київську кераміку своїми технологічними секретами.
В Глинську час від часу з'являлися й інші гончарі, чиї вироби ставали витворами мистецтва. Вони і досі зберігаються в музеях та приватних колекціях, експонуються на виставках.
З інших місцевих ремісників у 1786 році 30 були шевцями, а 37 — кушнірами та шапкарями. Шапкарство в місті й далі розвивалося, і в 1862 році там працюють вже 95 шаповалів. Однак фабричне виробництво знищує це ремесло, і в 1903 році дослідники знаходять в Глинську лише одного шапошника.
О. Шафонський згадує про 9 кузень і 10 ковалів, що працювали в Глинську на час його перебування. В 1862 році там було 4 ковалі.
В 1760-ті роках гадяцький полковник А. Крижанівський, що перед тим 20 років був глинським сотником, власним коштом побудував у передмісті Ліс нову церкву Святого Миколая, ще дубову, де тепер стоїть однойменна цегляна церква. Остання збудована в стилі українського бароко і висвячена в 1794 році. Біля неї височіла дерев'яна дзвіниця.
В 1760-90-х роках глинчани здійснили доволі широку програму будівництва церков. Були збудовані також нові будівлі Соборної Успенської церкви, церкви Воскресіння Христового, кладовищна двопрестольна церква Різдва Івана Предтечі і великомученика Георгія, що перебувала в розпорядженні Успенської церкви.
9 липня 1773 року глинчани заклали і 24 травня 1780 року висвятили нову дубову Соборну Успенську церкву. Стояла вона на місці старішої церкви того самого імені, яка, скоріш за все, була збудована в першій половині XVII століття. Успенська церква діяла до кінця 1850-х років. Потім будівля храму прийшла в непридатний стан і була розібрана.
В 1795 році коштом поміщика, військового товариша Василя Зарудного була побудована дерев'яна кладовищна двопрестольна церква Різдва Івана Предтечі і великомученика Георгія. Вона перебувала в розпорядженні Успенської церкви і в ній правили священики тієї церкви.
В 1830 році вже та, новіша будівля Воскресенської церкви, була капітально відремонтована. Пізніше, біля 1860 року, коли припинила своє існування Соборна Успенська церква, ця, Воскресенська, стала в Глинську Соборною. Стояла вона аж до 1930-х років, коли місцеві прихильники більшовиків скинули з неї дзвони, розібрали бані й перетворили її на клуб, котрий в 1968 році згорів від пожежі.
Маючи три храми, а з цвинтарною церквою навіть чотири, місто, як свідчить О. Шафонський, наприкінці XVIII століття і пізніш мало й своє місцеве Духовне правління на чолі з протоєреєм, що відносилося до Київської, а пізніше Полтавської єпархії. В певний історичний період існувала й Глинська протопопія.
При Успенській (пізніше при Воскресенській) та Миколаївській церквах аж до Жовтневого перевороту діяли церковно-приходські школи, де вчителями були місцеві священники та дяки.
Найранішою знайденою згадкою про глинського священнослужителя є інформація, як роменський протопіп Мартин Самойлович в 1670-х роках оштрафував свого неназваного глинського колегу на сотню золотих за те, що той не вмів московської грамоти прочитати.
Протягом XIX століття священнослужителями в місті були сімейні династії Горуновичів та Храпків. В документах згадуються також глинські служителі культу — представники роду Захаржевських. Зокрема, священиком Миколаївської церкви в 1919 році був отець Степан. Цей рід дав громаді ще цілу когорту місцевої інтелігенції — вчителів, ветеринарного лікаря та інших. Останні його представники жили в Глинську ще в 1960-х роках.
Священнослужителями в місті та сусідніх селах були також представники роду Гуляницьких, нащадки героя Конотопської битви 1659 року ніжинського полковника Григорія Гуляницького. Вони не сприйняли радянської влади і після її встановлення змушені були виїхати з Глинська. В роки німецької окупації один з Гуляницьких повернувся до свого маєтку, але відбув знову перед відвоюванням села у німців.
Представників глинських священницьких родів зустрічаємо у списках випускників Полтавської та Чернігівської духовних семінарій, Роменського та Лубенського духовних училищ, Лубенського жіночого єпархіального училища за останні 40 передреволюційних років. Священник Дмитро Храпко був учасником Першого Всеукраїнського собору Української Автокефальної Православної Церкви 14-30 жовтня 1921 року і брав участь у тамтешній полеміці.
На межі XIX—ХХ століть місцевими заробітчанами, які побували на підробітках у німецьких колоніях Півдня України, до міста був занесений баптизм. Поступово кілька десятків глинських сімей стали сповідувати цей різновид християнства. Одним з перших пасторів глинської громади баптистів був Прокіпець.
Протягом першої половини XIX століття в Глинську поступово відновилася єврейська громада, і невдовзі до храмових споруд міста додалася синагога. На початку XX століття в ній служило три духовні особи, однією з яких був рабин Н.Вольфсон.

#### Глинське дворянство
Тривалий час частину населення міста становило дворянство. Князі Кавкасідзеви мали з своїх глинських угідь непоганий дохід. Вже на початку XIX століття вони збудували дачу в Гурзуфі, фактично започаткувавши оздоровче використання території, де тепер розташований відомий дитячий оздоровчий табір «Артек». Поступово нащадки того старовинного грузинського роду змішалися з українцями, зокрема, з роменським родом Полетик, і стали мало відрізнятися від аборигенів. Кавкасідзеви жили в Глинську майже до самого Жовтневого перевороту. В дні кривавого червоного терору в Криму князь Кавкасідзев у своєму гурзуфському маєтку переховував білогвардійців, які не встигли евакуюватися.
На межі XVIII—XIX стотітть в околицях Глинська оселився рід Кантакузенів, князів грецького коріння, що походили від імператорів Візантії і колись дали чимало державних діячів Молдові і Волощині. Генерал Микола Кантакузен в 1791 році перейшов з австрійської військової служби на російську і відтак отримав землі та кріпаків у тих краях. У 1830-х роках Кантакузени породичалися з родом графів Сперанських, які ще раніше вступили в родинний зв'язок з Олександром Фроловим-Баґрєєвим, чернігівським губернатором. В 1872 році князь Михайло Кантакузен отримав височайший дозвіл приєднати прізвище та титул іншого свого прадіда і спадково йменуватися двома титулами — князем Кантакузеном, графом Сперанським. Однак їхні селяни з Глинська та околиць називали своїх володарів «панами Багреями», за прізвищем чернігівського губернатора.
Як і Кавкасідзеви, «пани Багреї» також мали садибу в Криму, безпосередньо в Ялті. Місце, де вона була розташована, ялтинці досі називають Багреєвкою.
В другій половині XVIII століття цариця Катерина ІІ стала надавати дворянство представникам козацької старшини, які могли підтвердити своє походження від визначних козацьких ватажків. При цьому в Глинську дворянами, зокрема, стали:
- Мартиновичі, нащадки першого глинського сотника;
- Жуковські, представники роду, який дав декількох глинських сотників, а також низку посадовців Лубенського полку;
- Крижанівські, нащадки глинського сотника, а потім полковника гадяцького і голштинського бригадира Антона Крижанівського;
- Зарудні, нащадки Самійла Зарудного — Генерального судді часів Хмельницького, представники одного із найвідоміших старшинських родів Миргородського та Лубенського полків, з якого вийшло кілька сотників, полковий осавул, полковий обозний, кілька військових товаришів.

В складі дворянства міста Глинська вже наприкінці XVIII століття згадуються люди з відомими й тепер у Глинську прізвищами, зокрема, військові товариші Павло Олійник, Каленик Пархоменко; значкові товариші Іван Жовтобрюх, Василь Мелешко, а також Павло та Іван Кулики.
Перший з Зарудних — Петро Григорович, син Миргородського полкового осавула Григорія Федоровича Зарудного, оселився в Глинську на самому початку XVIII століття. Глинські Зарудні частіше робили свою кар'єру по судовій лінії і згадуються в джерелах як засідателі та судді місцевих судів. Водночас вони були вправними поміщиками аж до самої революції. Їм належали 300 десятин орної землі і великі масиви лісу, а також економія на хуторі Заруднівка, заснованому ними і названому за їхнім родовим іменем. Зарудні були власниками також цегельного заводу в Глинську.
Жуковські переважно обирали військову кар'єру. У XVII—XVIII століттях це сотники (Михайло, Андрій, Афанасій, Василь, Степан), значкові (Федір, Іван), бунчукові (Іван) та військові (Григорій, Іван) товариші, полковий осавул (Дмитро), секунд-майор (Микола), капітан (Микола), ротмістр (Степан), вахмістр (Іван), прапорщик (Григорій Максимович) тощо. В 1918 році гімназист Жуковський був у Глинську працівником відділення гетьманської служби безпеки — Варти, а полковник Жуковський очолював роменську повітову владу.
З 1782 по 1796 рік, коли Глинськ був повітовим центром, предводителями місцевого дворянства були:
- до 6 червня 1782 року — Андрій Антонович Милорадович;
- відтоді до 1784 року — Богдан Олександрович Брежинський;
- в 1785—1788 роках — Степан Антонович Милорадович;
- в 1788—1793 роках — Петро Данилович Тарновський;
- з 25 червня 1793 року — Михайло Якович Трифоновський.

Глинські дворяни не залишили після себе кам'яних палат. Були людьми, можливо, й забезпеченими, але не надто багатими. Жили в звичайних хатах, хіба просторіших. Однак більшовицька влада вважала їх кревними ворогами. Тому частина місцевих дворян, як, можливо, Жуковські, була нею винищена, а решта, як Зарудні чи Данілови, розвіялася світу.

#### У складі Полтавської губернії
У 1802 році «заштатний город» Глинськ увійшов до складу Роменського повіту новоствореної Полтавської губернії. Основним заняттям його населення залишалися ремесло, землеробство, відхожі промисли, торгівля. Ремісники виготовляли вози, колеса, діжки, чоботи, шапки, свити, вироби з дерева та металу. Улюбленим ремеслом було гончарство на основі якісних глин з гори Замок. Вже близько 60 господарств, тобто майже вчетверо більше, ніж у 1786 році, виготовляли цеглу і різноманітний посуд, який продавався в Ромні, Лохвиці, Лубнах, Прилуках, Золотоноші, Чорнухах та селах округи.
Не менше значення зберігало землеробство. Крім жита, глинчани продовжували вирощувати тютюн, розводили худобу. Тютюн так само продавали роменським промисловцям, а худобу, в основному, російським купцям. Зерно в місті мололи вісім млинів, з яких чотири були водяними.
Зростала торгівля. В 1802 році привоз товарів на 4 глинські ярмарки склав 53 тисяч рублів.
Побут і культура глинчан залишалися на доволі низькому рівні. Вони самі виробляли одяг з полотна та грубої шерсті, чинили шкіри, з яких шили чоботи, черевики. Речі домашнього вжитку виготовляли з дерева, лози та липової кори.
В сер. XIX ст. населення Глинська становило 1807 душ чоловічої статі, у тому числі міщан — 329, козаків — 735, державних селян — 650, кріпаків — 88. В місті було 495 дерев'яних будинків, ратуша. На загальну кількість населення близько 3690 осіб в 1847 р. в парафіяльному училищі навчалося 28 учнів.
В 1855 р. в місті жили 94 євреї, а в 1863 — вже 242.
Внаслідок реформ 1861 р. глинські селяни дістали у власність землю, на якій перед тим працювали на поміщиків. Всього близько 150 ревізьких душ Глинська і прилеглих хуторів отримали 22 дес. присадибної і 188 дес. польової землі (в середньому 1,4 десятин на душу), за яку повинні були ще виплатити 9509 руб 68 коп викупу. Вони мусили відробляти у поміщиків по 52 літніх і по 32 зимових дні або платити поміщикові річний оброк з розрахунку 12 руб за десятину. В 1893 р. поміщики Жуковські ще мали в місті та навколишніх селах 109, Кавкасідзеви — 129, Кантакузени — 119, Зарудні — 35 тимчасово зобов'язаних селян.
Звільнення кріпаків спричинило подорожчання землі. Ті, хто її мав, стали в 10-15 разів багатшими. Такі глинчани на кінець XIX ст. володіли в середньому 22 десятинами землі, кількома кіньми, необхідним реманентом і худобою. Заможними були, зокрема, Дзюби, Прокіпці, Жовтобрюхи, Даніки, Яхни. На початку XX ст. в Глинську подібних «куркульських» господарств було 12. Зростання народжуваності призвело до подрібнення земельних наділів. Менші з них вже не могли прогодувати зрослих сімей. Отож, де в сім'ї було два і більше дорослих чоловіки, один лишався на господарстві, а інші йшли на відхожі промисли. Тільки за 9 місяців 1898 р. понад 300 чоловіків і понад 100 жінок Глинська отримали паспорти для виїзду з села з метою заробітків на стороні.
Особливо багато глинчан їхали на заводи Алчевська, Маріуполя, Керчі, ставали вантажниками в азовських і чорноморських портах. В енциклопедії Брокгауза і Ефрона зазначається, що «здавна частина жителів (Глинська) служить матросами та шкіперами на чорноморських каботажних суднах». Глинчани залишили свій слід в історії тих міст, підприємств, флотів, про що йтиметься нижче.
За переписом 1897 р. в Глинську нараховувалося 3563 особи обох статей, з них 3212 (90,91 %) були українцями, 273 (7,73 %) — євреями, 35 (0,99 %) — росіянами, 7 — німцями, 5 — поляками і один був білорусом. Населення міста складалося з 630 сімей, які володіли 2760 дес. землі. В ньому діяли 11 дрібних підприємств і 9 вітряків.
Тоді ж, в останній чверті XIX ст., у місті зросла кількість лавок, у яких крамарі, переважно євреї, торгували крамом фабричного виготовлення. Станом на 1900 р. на базарній площі міста було вже 19 лавок і дві ятки, поза нею було ще 4 лавки. За 40 років перед тим лавок в Глинську було лише 5.
У 1900—1903 р.р. у місті була вже 21 хата під бляхою, три чверті таких хат мали дерев'яну підлогу. А 657 хат були криті соломою, і з них лише 5 % були «на полах». Лише одна хата була на той час обкладена цеглою, 85 % хат були дерев'яними рубленими, 13 % — очеретяними та лісяними, 2 % — землянками.
З 1861 р. в Роменському повіті, як і в усій імперії, було запроваджено станову самоорганізацію селян. Адміністративною одиницею станового селянського, козацького і міщанського управління Глинщини в тому ж році стала Глинська волость. Територіально вона складалася з самого міста та селянських громад суміжних сіл — Волошнівки, Локні, Хоминець, Артюхівки, Ярмолинець, Шумська, Сурмачівки, Чеберяків.
Дещо пізніше, в 1870 р., відбулася міська реформа. Перед нею городову ратушу очолював бургомістр міщанин І. Й. Слюсаревський, ратманами були міщани Я. Н. Свириденко та В. П. Тягнибіда. Після реформи Глинським міським головою був обраний Чорниш. В 1864 р. бюджет міста мав доходів 2496 руб., з яких були здійснені видатки в розмірі 1647 руб. Населення сплачувало міський податок в розмірі 1 % вартості свого майна щорічно, а також податки з торгівлі і промислів.
У 1880-х р.р. в Глинську діяла міська управа, сирітський суд, поштова станція, відкрита у 1885 р.
У 1862 р. царський уряд відзначав тисячоліття Росії, яке імперські ідеологи лічили від часів Рюрика. В рамках тих урочистостей і в Глинську був споруджений монумент з написом «Памятник тысячелетия России. 862—1862».
Під кінець XIX століття в місті з'являється інтелігенція. Вчителька П.Савойская, прислана з Центральної Росії під нагляд поліції, в 1879 р. почала проводити в Глинську таємні зібрання з метою революційної пропаганди. Їх, зокрема, відвідували місцеві дрібні дворяни Флор та Марія Олексенки. Останній за участь в революційній діяльності був виключений з Московського, а потім Харківського університетів і притягався до слідства в справі київських революційних гуртків.
З Глинськом кінця XIX століття пов'язана також діяльність патріотичної української організації — «Братства тарасівців». Влітку 1891 р. студенти Харківського університету М. Базькевич, М. Байздренко та І. Липа, а також молодий чиновник В. Боровик проводили в місті статистичні роботи для Полтавської губернської адміністрації. Скориставшись перервою в роботі, вони відвідали могилу Шевченка в Каневі, де вирішили утворити таємне товариство, а, повернувшись до Глинська, склали програму діяльності «Братства Тарасівців» — першого радикально-націоналістичного гуртка, що визначив своїм завданням боротьбу за національне відродження та незалежність України. Як пізніше згадував Іван Липа: «Од Ромен недалеко лежить затишне містечко Глинськ. У тому містечку … цей маленький гурток між працею й одпочинком виробив свій статут і програм…».
В останній чверті XIX ст. з Глинськом пов'язав свою долю російський художник Митрофан Зінов'єв. Його роботи зберігаються в Третьяковській галереї Москви, Русскому музеї Санкт-Петербурга, музеях Харкова, Сум та приватних колекціях. Митрофан Іванович одружився з глинчанкою Марією Олексенко, з 1870-х р.р. малював у Глинську щоліта, а в 1890-х р.р. зовсім переселився туди, де й помер 5 грудня 1918 р. і похований у садку біля своєї хати.
Серед причин смертей глинчан на початку 1880-х р.р. у церковних книгах значаться «слаборождєніє», «старческая нємощь», «чахотка», «круп», «задуха», «водянка», «боль под грудью», «роди», «простуда», «укус тарантула». Багато людей помирало від епідемій. Так, в 1881 р. від дифтериту померло 160 дітей. Лише в сім'ї Івана Мошенського протягом перших 10 днів січня померло четверо дітей віком від 3 до 8 років.
У 1885 р. в місті було відкрито аптеку. В 1889 р. відкрилася Глинська лікарська дільниця. Лікар тоді приїжджав з сусідніх Бацманів. Лікарня на 5 ліжок містилася в найманому приватному приміщенні. Лише на початку XX ст. у місті з'явився власний лікар. В 1906—1911 р.р. глинчан лікували фельдшери Струмиленко та Скряга. В 1909—1910 р.р. була побудована земська лікарня на 10 ліжок, невдовзі розширена до 15 ліжок. В ній працювали лікар О.Модестов, фельдшер, акушерка та дві медичні сестри.
В 1865 р., у рамках освітньої реформи, здійснюваної урядом царя Олександра ІІ, земська трирічна школа була відкрита і в Глинську. В 1880 р. її вчителями були В. Г. Шмариґо, пізніше — Лук'яненко, Н. Яхно. Наприкінці XIX ст. в місті діяли народне училище (149 учнів) і дві церковно-парафіяльні школи (95 учнів). Працювала бібліотека.
Наступний імпульс розвитку глинське шкільництво отримує після революційних подій 1905 р. В 1909 р. відкрите міське чотирикласне училище з екзаменом на базі початкової земської школи при вступі до нього. В 1910—1912 р.р. земством були побудовані в Глинську два цегляних шкільних приміщення. В 1913 р. при міському училищі відкриті дворічні педагогічні курси для підготовки вчителів початкових шкіл.
Лише з 1917/1918 н.р. навчання в Глинську стало проводитися українською мовою. У 1918 р., за часів гетьманату, у місті було відкрито українську гімназію, на базі якої невдовзі почала працювати трирічна педагогічна школа. Випускники цієї школи та дворічних курсів ще довго навчали глинських дітей.
Враховуючи успіхи глинських гончарів та рівень їхньої майстерності, 20 серпня, а за іншими даними — 7 квітня 1900 р. в місті була відкрита Глинська гончарна навчальна майстерня Роменського земства. Для роботи в ній на Будянській фаянсовій фабриці були найняті два інструктори гончарного виробництва — В. Марков і П. Забелло. Перший набір її учнів становив 28 підлітків. В 1901 р. земство збудувало для майстерні навчальний корпус. Майстерня одержувала 600 руб щорічного державного фінансування. Безкоштовне навчання тривало цілорічно, крім 2-3 тижнів косовиці. Випускникам надавалася кваліфікація інструктора з глиняних виробів.
Майстернею виконувалися замовлення — в 1908 р. від плювальниць та суден для земської лікарні до 600 керамічних великодніх яєць для імператриці Алєксандри Фьодоровни. Крім того, виготовлялися на продаж банки для варення, миски, тарілки, сервізи та ін.
В 1909 р. майстерня була реорганізована в трирічну школу інструкторів гончарного виробництва. До викладання були залучені німецькі фахівці — Гофман, Ульріх, Біфельд, Реріх. Випускники — майстри гончарного виробництва або інструктори гончарно-майолікового виробництва направлялися на різні керамічні підприємства імперії.
В 1910—1911 р. на виставці в Петербурзі школа була нагороджена грамотою та срібною медаллю. Вона брала участь також у повітових, губернських виставках. Два вироби, котрі отримали золоту медаль на виставці у Парижі, знаходяться в музеї «Ермітаж» (Санкт-Петербург). Інші зразки мистецтва глинських гончарів і тепер зберігаються в фондах музеїв України та приватних колекціях. Тільки в Національному музеї-заповіднику українського гончарства, що в Опішному, зберігаються 169 виробів глинських гончарів Івана Драча, Іларіона Гоголя, Петра Короля, Трохима Мазохи та ін.
Після успіху в Петербурзі школа отримала додаткову фінансову допомогу від царського уряду. Був побудований ще один навчальний корпус, розширені майстерні, збудований гуртожиток, квартири для працівників.
На початку XX століття Глинськ не лишався осторонь суспільного життя. Під час революційних подій осені 1905 р. в місті відбувалися сходки. Активних учасників мітингу, що відбувся 17 вересня в урочищі Ярувате, було заслано до Сибіру. Проте наслідки агітаційної роботи проглядають у вазі «Дуля», якою хтось з місцевих гончарів відгукнувся на царський маніфест від 17 жовтня 1905 р. В день же публікації маніфесту син заможного селянина Іван Данік, який щойно повернувся з заслання, зібрав на базарній площі великий натовп людей і розпочав публічне читання цього документа. Але підрозділ царського війська, прибувши на площу, розігнав цей мітинг і арештував організатора. 21 листопада мітинг за участі близько 200 селян Глинська та навколишніх сіл організував той же Іван Данік. Він читав селянам постанову Всеросійської селянської спілки, що настав час відбирати у поміщиків землю, а начальство і поліцію розганяти. Присутній пристав не наважився арештувати агітатора. 30 листопада того ж 1905 р. озброєні глинські селяни звільнили з-під арешту політв'язнів.
Згодом група суспільноактивних селян і козаків разом з студентом Харківського університету, членом РСДРП Сергієм Зінов'євим почала знову влаштовувати нелегальні збори і мітинги. В жовтні 1906 р. поліція арештувала С. Зінов'єва, О.Байсу, М. Бибика, П. Доброріза, І. Даніка. Були вислані на каторгу до Сибіру активні учасники революційних подій Сичава, Малатаха, Демид Манько тощо.
Відзначилися під час подій 1905—1906 р.р. і глинчани, що перебували в інших місцях імперії. Ливарник Дмитро Паранич очолив створені робітниками Алчевська Делегатські збори, які певний час керували всім життям того міста. У складі робітничої дружини Алчевська Паранич приєднався до збройного повстання робітників Горлівки. Після його придушення він у складі 32 найактивніших повстанців був засуджений до повішення, але з 22 іншими приреченими помилуваний царем і відправлений на поселення до Сибіру.
Син гончара Андрій Мазоха, перебуваючи на військовій службі, в 1905 р. взяв активну участь у повстанні київських саперів на чолі з підпоручиком Жаданівським і був засуджений до 20 років каторги. Матрос Данило Слюсаревський став учасником збройного повстання на броненосці «Потьомкін».
В 1909 р., після революційних подій, у Глинську жило 4627 мешканців. З 608 господарств міста 225 зовсім не мали землі, 99 її орендували. З 373 плугів 216 були дерев'яними. Ремеслами займалися 150 господарств. 70 господарств переселилися на землі Сибіру і Далекого Сходу. Заможніші ж глинчани виходили на хутори, що заохочувалося урядом Столипіна. Станом на 1910 р. в Глинській волості існували 46 хуторів.
В листопаді 1911 р. Глинськ був під'єднаний до повітової телефонної мережі. В березні 1912 р. в місті відкрилася публічна бібліотека, але невдовзі за розпорядженням полтавського губернатора вона була закрита.
В Глинську на той час також були поштове відділення, лікарня, приватна аптека Вейцмана і ветеринарний пункт з шістьма ветеринарними фельдшерами. Діяв шкірзаводик Афроніма Вольфсона, кілька цегелень, а також парових млинів та маслобоєнь. Була пожежна частина.
В 1914 р. в місті жили 3893 мешканці, ще на 734 менше, ніж у 1909 р. Це стало наслідком дальших переселень малоземельних родин до Сибіру та призову чоловіків на Світову війну, що розпочалася. Причому народилося тоді вдвічі більше глинчан, ніж померло (відповідно, 130 і 72). Станом на 1910 р. в місті жило 178 євреїв, майже вдвічі менше, ніж за 13 років перед тим — почався їх масовий виїзд до Палестини і США.
Збереглося небагато матеріалів про участь глинчан у Першій світовій війні. Про їхню хоробрість побічно свідчить те, що понад 50 з них, воюючи, були помічені і відзначені військовими званнями підпрапорщиків, унтер-офіцерів, фельдфебелів царської армії. В той же час в тилу, серед населення, наростало невдоволення. Поліцейський пристав усередині 1916 р. зазначав, що жителі Глинська ненавидять поліцію, погрожують покінчити з владою після закінчення війни.
В дні Лютневої революції глинчани роззброїли царську поліцію і створили народну міліцію, яку очолили Борис Тимченко та покрівельник Михайло Кольцов. Головою місцевої управи був обраний Федір Чорноус. Коли утворилася Українська Центральна Рада, одним з двох її членів від Роменського повіту став глинчанин Демид Манько, що взяв активну участь в українському державотворенні в місті і повіті.
Сергій Зінов'єв взяв участь у І Всеросійському з'їзді Рад, що відбувався в Петрограді 3—24 червня 1917 р. Там він був обраний членом Всеросійського Центрального Виконавчого Комітету Рад робітничих і солдатських депутатів, увійшов до його української фракції, де й працював до Жовтневого перевороту. На початку листопада того року С.Зінов'єв повернувся в Україну для участі в підготовці виборів до Установчих зборів.

### Доба української революції
Українська влада в Глинську діяла ще протягом двох місяців після перевороту в Петрограді, і лише 10 січня 1918 р. її ліквідував озброєний більшовицький загін під командуванням М. Руднєва, що прибув з Харкова.
Створений ревком рішуче провів розподіл поміщицьких земель між біднотою, наділив селян, котрі не мали худоби, продуктивною і робочою худобою, інвентарем та зерном, відібраними у поміщиків. Було дозволено рубати ліс поміщика Зарудного. Такі дії більшовиків зробили було багатьох глинчан їхніми прихильниками. Однак подальші спроби колективізації та дії продотрядів, що відбирали у селян хліб і відправляли його до Росії, частину цих прихильників швидко протверезили.
За умовами Брестського миру російські формування покинули Україну і 18 березня Роменщину зайняли німці. Коли за їх підтримки було проголошено Українську державу на чолі з гетьманом Скоропадським, міське управління в Глинську очолив міський отаман. Серед службовців місцевого відділку Державної варти глинчани згадували сотника Капусту, унтер-офіцера Лапка і гімназиста Жуковського.
У кінці січня 1919 р. до Глинська окупували частини Червоної армії, проте через короткий період часу село окупували денікінці. Вже 29 листопада 1919 р. білі під тиском Червоної армії змушені були залишити Глинськ.
Навесні 1921 року в безпосередніх околицях Глинська діяла повстанська група Івана Трохименка.
Сумський дослідник Геннадій Іванущенко про повстанський рух у тих краях зазначає: «В Глинській волості та навколишніх селах Чеберяки, Мокіївка, Хоминці… та суміжних з ними лісах боролися з ворогом малодоступні „острови свободи“. Захист населення від „продотрядов“ і терору ЧК здійснювали загони отаманів: Кирила Вовка, Бея, Греся, Крючковського, Хорченка, Трохимова, Лапка, Христового та ін.». В липні 1920 р. повстанці зайняли Артюхівку, Глинську волость, Хоминці, Ліски. Вони розправлялися з більшовицькими функціонерами. У відповідь на це в ніч з 15 на 16 серпня більшовики розстріляли заручників, серед них з Глинська — Волнянського Павла.
В грудні 1920 р. в Глинськ прибув продотряд Тарасенка. Десять продотрядівців, у тому числі місцеві міліціонери Браташ Денис і Хацько Гнат, прибули в Чеберяки і стали відбирати хліб у селян. На світанку на них напали повстанці Вовка. Дев'ять продотрядівців були вбиті, лише Хацько втік у Глинськ. Основні сили продотряда, прибувши в Чеберяки, повстанців там не застали. Взяли в Чеберяках заложників з числа селян і 16 грудня за постановою Роменського повітового виконкому вони — Войтенко, Рябенький і Яцула — були розстріляні.
Убитих продотрядівців поховали в Глинську, над їхньою могилою в сквері стоїть пам'ятник з написом: «Загинувшим в громадянській війні 1918—1922 років від вдячних жителів с. Глинськ».
Для протидії повстанському рухові ще в першій половині 1920 р. був сформований Глинський революційний загін у складі 34 бійців, у тому числі 11 колишніх унтер-офіцерів. Командиром загону був недавній партизан Прокіп Титаренко, його помічником — Біжик Василь, політкомісаром — Сулим Андрій. Лише один боєць з усього загону був добровольцем, інші — мобілізовані. Загін мав на озброєнні 26 гвинтівок та обрізів.

### Радянська доба

#### Перші роки радянської влади
Коли в період НЕПу була дозволена підприємницька діяльність, у Глинську знов з'явилися крамарі і просто базарні торговці — Альшулер Хаїм, Матлін Аврам, Аронов Герш, Дунаєвський Мотя, Селектор Герш, Янковський Аба, Єлькін Мотя та ін. Дрібними підприємцями були також перекупщики горшків Оврам Обливальний, Олександр Дроб'язко, Іван та Дмитро Олійники, Петро Малик; перекупщики худоби Пилип Шуба, Дмитро Свистун, Олександр Яхно, Махтей Юхно; торговець ряднами і свинцем Сидір Мілько, виробщик свічок Леонтій Свистун…
Однак можливості для підприємництва були обмежені й тоді. Так, Афронім Вольфсон, що після революції жив у Харкові, звертався до Глинського райвиконкому за дозволом користуватися колишнім своїм шкірзаводом, але йому відмовили. Дослідники тих часів відносять тодішній Глинськ до адміністративно-територіальних центрів України, у яких взагалі не було приватних промислових підприємств.
Діяльність приватних торговців також всіляко обмежувалася, в 1925 р. сумарний товарообіг глинських крамарів в 2,5 рази поступався товарообігові місцевої кооперації, розвиток якої стимулювався. Так, на засіданні Глинського райвиконкому 20 листопада 1924 р. підкреслювалося, що «для боротьби з приватним крамарем, що отживається на трудовому селянству, самий вірний шлях — об'єднання в споживчу кооперацію. Вжити всіх заходів аби селянство вступили членами кооперації. Кожен член сільради повинен протягом року завербувать 12 членів кооперації і сам вступити в кооперацію». В протоколі засідання цього ж органу від 5 квітня 1928 р. читаємо: «Рахувать неприпустимими закупки будь-яких господарських потреб у приватнього крамаря — рахунків від приватника не приймать».
Невдовзі більшовики знову взялися за визиск селян шляхом заниження закупівельних цін на сільгосппродукцію і завищення їх на промислові товари. З доповіді голови Глинського райвиконкому про стан району в листопаді 1923 р.: «Незаможники ніяк не можуть впоратися з потребами сільського господарства через дорожнечу фабрикатів проти виробів сільського господарства і через те незаможницькі господарства ідуть на убиток». При цьому відзначалося, що «у куркулів (становище) дуже гарне, середняків — так собі, нічого, деякі нехватки помічаються». 13 квітня 1924 р. голова сільради С.Савченко на засіданні райвиконкому відзначав, що «в Глинську багато бідного населення, що не має реманенту і посівного матеріалу».
Серед селян знову наростає невдоволення. Вони уникають оподаткування, і місцева влада протягом всіх 1920-х р.р. має проблеми з наповненням бюджету. В травні 1926 р. райвиконком розглядав «акт голови Глинської сільради на Прокіпця Василя про те, що останній навмисно перед податковою кампанією продав худобу, щоб менше оподаткували, а потім через деякий час приобрів». В документах згадуються факти приховування глинчанами від оподаткування також вуликів, садка, корів, виробництва шкір.
Глинська Рада зразка 1922 року складалася з 26 депутатів. Серед них не було жодної жінки і жодного єврея. Середній вік депутатів становив 30 років, причому найстаршому було 46 років, а дев'ятеро були молодшими за 25 років. Головою був обраний Семен Савченко, а його заступником — Василь Булава.
Обирати і бути обраними мали право не всі. Багаті селяни, церковнослужителі, приватні підприємці (крамарі тощо); ті, хто воював під час громадянської не на тому боці, мав «непролетарське» походження таких прав не мали. Це називалося «пораженієм в правах». Тому й не бачимо представників цих категорій в складі Глинської Ради 1922 р.
Ось з яких, наприклад, причин глинчан позбавляли виборчих прав: «Данілови до революції були дворянами; Жовтобрюх Олексій мав до революції куркульське господарство; Ольшанський Іван — колишній експлуататор найманої праці; Яхно Явтух вживав найману працю; Матвієвські користувалися найманою працею з метою визиску, сами активно в господарстві не працювали, ворожі й зразу до Радвлади; Фогель Володимир — експлуататор найманої праці; Палун Мартин — „експлуататор сільсько-господарськими машинами“; непрацездатний Жовтобрюх Павло жив на утриманні батька-дяка; В'юн Михайло — „іждивенець особи, позбавленої виборчих прав“; Матліни були приватими торговцями; Медведєв Герш-Юда 25 років займався торгівлею; Ковалевські займалися торгівлею і в 1919 р. активно допомагали білим; Захарченко Іван був власником 1/6 частини парового млина; Іщенко Яким „як крамарь закабаляв населення, після чого лояльности до Радвлади не проявив“; Дрозд Яків — колишній службовець поліції; Клименко Іван — колишній церковний служитель; Онищенко Грицько та Лаврик С. служили у білій армії». Причому глинчани, позбавлені виборчих прав, згадуються в джерелах навіть 1930 р.
Постановою ВУЦВК від 7 березня 1923 р. в зв'язку з проведенням адміністративно-територіальної реформи Глинськ було виключено з категорії міст і віднесено до категорії сіл. Водночас він став райцентром Роменської округи Полтавської губернії. До складу новоствореного Глинського району увійшло 11 сільських Рад Глинської та Свиридівської волостей: Глинська, Волошнівська, Хоминська, Локнянська, Артюхівська, Ярмолинська, Ярошівська, Голінська, Новогребельська, Свиридівська, Степуківська.
В першому складі Глинського райвиконкому були Юрченко Василь Остапович (голова), Пучко Аркадій Степанович, Сулим Андрій Іванович (як голова райкомнезаму) і Карпинець (як секретар райпарткому). Однак коштів на виконання своїх повноважень райвиконком практично не мав і платню службовцям платили мізерну, зі значними запізненнями і не грішми, а житом. А тільки для опалення лікарні, ветпункту, Глинського сільбуду, клубу молоді, двох хат-читалень та ін. установ в 1923 р. потрібен був 1881 руб. 25 коп золотом. Лісництво ж відмовлялося заготовляти дрова до проплати половини їхньої вартості.
Щоб вирішувати проблеми коштів, райвиконком продавав будівлі «нетрудового елемента» і тих, «хто пішов з денікінцями» — Берка Медведєва, Анастасії Яхно, Бориса Половинки, Павла Даніка, Терешкевича та інших. Крім того, будинки священників і «кулаків» були оголошені націоналізованими, і їхні мешканці за проживання в своїх же хатах сплачували орендну плату. Однак коштів все одно не вистачало, і, наприклад, Народний дім, закладений ще в 1920 році, ніяк не могли добудувати.
7 листопада 1923 р. відбувся І з'їзд Рад району, який обрав райвиконком у складі: Юрченко В. О. — голова, Соколик Н. Ф. — зав.загальним відділом, Ярошенко Ф. А. — зав. районним земуправлінням, Буряк К. Т. — секретар РВК, а також делегатів на з'їзд Рад Роменської округи.
З підприємств наприкінці 1920-х р.р. в Глинську були 2 державні млини районного значення, при обох були маслобойні. Був ще один млин кооперативний і 5 приватних, у тому числі 2 з маслобойнями.
В районі було 63 гончарі, 23 колісники, 132 кравці, 157 шевців.
Оскільки до 1939 р. Червона армія комплектувалася за територіальним принципом, військовозобов'язаних глинчан періодично збирали на короткострокові військові збори до терчастин 7-ї дивізії Українського, а пізніше Київського військового округу, розквартированих у Свиридівці, а потім в Батурині. В тій дивізії глинчани шефствували над 9-ою сотнею 21 полку перемінного складу червоноармійців, якій у квітні 1926 р. представниками Глинського райвиконкому був вручений прапор.
В травні 1929 р. Роменська округа була ліквідована, і Глинський район до липня 1930 р. входив до складу Харківської округи, потім до вересня того ж року — до Лубенської. У вересні 1930 р., коли поділ України на округи був скасований взагалі, Глинський район разом з усіма іншими районами України був підпорядкований безпосередньо центральному урядові республіки в Харкові. 3 лютого 1931 р. вже Глинський район був ліквідований, а його територія була приєднана до Роменського.
В перші пореволюційні роки розвивалися місцеві заклади освіти і культури. У 1918-19 рр. працювали чотирикласна школа, бібліотека, медпункт. В 1919 р. з ініціативи патріотично налаштованих глинчан у місті перед школою було встановлене погруддя Т.Шевченка. Глинчан надихнув тоді приклад сусідніх Ромен, де в травні 1918 р. постав перший у світі монументальний пам'ятник Кобзарю роботи видатного скульптора-земляка Івана Кавалерідзе. Монумент же тисячоліттю Росії, простоявши в Глинську близько 50 років, у перші радянські роки був зруйнований.
В 1919 р. в місті виникли молодіжні організації «Культурліга» і «Допомога» культпросвітницького спрямування. Був відкритий клуб робітничо-селянської молоді, де читалися лекції на природничо-наукові та політичні теми. Працювали гуртки — драматичний, хоровий, бібліотечний, музичний та інші. 10 лютого 1922 р. завклубом К.Данік звертається в Роменський політпросвіт з проханням «дати дозвіл із Учиздату на українську літературу як-то: белетристику, наукову та дитячу по можливості поза як Глинська районна бібліотека такових має зовсім незначну кількість, а спрос на їх великий». На поч. 1920-х р.р. той клуб згорів, і місцевій владі довго не вдавалося його відбудувати через нестачу коштів.
В 1924 р. в селі налічувалося 20 членів комуністичної партії. Існував районний комітет КП(б)У (секретар Карпинець). Місцевий комсомольський осередок в 1921 р. організував завідувач клубу Н.Мелешко, а першими комсомольцями Глинська стали Тимофій Кір'ян, Василь Кириленко, Савка Малик, Іван Мілько, Тимофій Скряга, Кирило Сулим, Іван Свистун, Іван Терещенко, Купріян Тимченко. Вони займалися агітаційною роботою, допомагали владі боротися з повстанцями, а продотрядам — відбирати хліб у селян. Комсомольці ж допомогли створити при клубі бібліотеку, яка в 1923 р. налічувала 1964 книги.
В сер. 1920-х р.р. у селі працювала хата-читальня. Полікарп Плюйко (що пізніше виїде до США і стане відомим в діаспорі письменником Полем Половецьким) організував при сельбуді співочий гурток. Чоловік на прізвище Штейн заснував дитячу комуністичну організацію юних ленінців.
З 1923 р. в руслі політики українізації, яка проводилася тоді урядом УРСР, і в Глинську сільрада, школа, клуб та інші установи стали, нарешті, україномовними.
Ще з дореволюційних часів у Глинську діяв ветеринарний пункт. В серпні 1923 р. ветлікар Буфіус домігся передання під його розміщення колишньої садиби Данілова, оскільки, «если не будет двор изолирован, то может заразиться и соседняя скотина».
В 1925 р. був скасований сухий закон і з місцевим самогоном стала конкурувати казьонка, якою торгували місцева кооперація і лавка «Спиртотресту». З лютого по травень 1926 р. тільки ця лавка продавала щомісяця в середньому 12 відер горілки, виручаючи від цього 400—412 руб. В березні 1926 р. в Глинську було відкрито торгівлю пивом. Все це зразу ж призвело до зростання порушень громадського порядку. Протягом першої половини того ж 1926 р. райвиконком розглянув 15 випадків лише злісного пияцтва і хуліганства глинчан, призначивши їм покарання у вигляді 3-7 діб примусової праці.
Влітку 1926 р. в селі розпочалася демонстрація кінофільмів з пересувної кіноустановки. Фільми демонструвалися у введеному в дію 1924 р. Народному домі (нарбуді). В тому ж 1926 р. райвиконком утворив комісію зі створення в Глинську радіовузла, і в 1930 р. село було радіофіковане, а перший гучномовець на стовпі був встановлений ще в 1927 р. напередодні 10-ї річниці Жовтневої революції. 1926 року було ухвалене також рішення райвиконкому «в першу чергу електрифікувати м. Глинськ беручи до уваги економічні умови і зріст кустарної промисловості». Це частково здійснилося в 1930 р.
В травні 1920 р. в Глинську був створений комнезам, що об'єднав 226 найбідніших хліборобів. Його члени виявляли, збирали і розподіляли посівний матеріал, організовували спільний обробіток землі і збирання врожаю, допомагали ліквідовувати неписьменність. Ватажками глинського комнезаму першої половини 1920-х р.р. були Сергій Комісаренко, Линенко, якийсь із Волнянських.
За рішенням райвиконкому від 2 квітня 1924 р. 65 % коштів, отриманих від продажу майна, відчуженого у куркулів, передавалися комнезамові. Йому був переданий і паровий млин, що залишився від «сбежавшего» Зарудного. Невдовзі той млин згадується як приведений до кепського стану.
Перед колективізацією одним з заходів більшовиків, спрямованих на розкол села і руйнування моральності селянина, було знищення церкви. В 1929—1930 р.р. вчителі і комсомольці Глинська розгорнули серед співгромадян антирелігійну пропаганду, збирали підписи під петиціями за закриття місцевих церков. Миколаївську церкву було закрито, а її будівлю довгий час використовували то під хлібопекарню, то під конюшню, то під склад. Натомість з Соборної Воскресенської церкви були скинуті бані, дзвони і її перетворили на клуб.
Ще в 1920 р. в Глинську на 10 дес. землі декілька селянських господарств добровільно об'єдналися в сільськогосподарську артіль «Червона зірка» (в 1924 р. артіль імені Шмідта, а потім артіль «Перша радянська»). Йшлося до того, що частина селян обере собі колективну форму господарювання на землі, а частина й далі вільно розвиватиме свої приватні господарства.
Коли ж більшовицький уряд поставив за мету в 1929 р. здійснити суцільну колективізацію, Глинський райвиконком на своєму засіданні 8 лютого того року запланував організувати 2 артілі в Глинську, Чеберяках та 2 машино-тракторні тяглові товариства. Настрої самих селян до уваги не бралися. Тому багато глинчан, у тім числі й колишніх червоних партизанів, висловили неприховано негативне ставлення до цієї політики більшовиків. У зв'язку з цим на 1 жовтня 1929 р. в районі було колективізовано лише 143 господарства (2,58 % від усіх).
Багато селян, які перед тим воювали за землю зі зброєю в руках, землю кидали і тікали на Донбас, бо не могли виконати непомірних хлібоздач. Дуже багато глинчан і селян з навколишніх сіл приїхало в ті роки до Алчевська, Керчі, Маріуполя та інших міст.
В лютому 1930 р. Роменський опервідділ ГПУ отримав донос, що причинами гальмування колективізації в Глинську є «несвідомість бідноти в розумінні колективізації і залякування її з боку бандитської маси села». Виходячи з списку, що знаходиться в справі, до бандитів віднесли колишніх червоних партизанів і бідняків-активістів.
Справді, серед незгодних з колективізацією, були Прокіп Титаренко — один з командирів червоного партизанського загону часів громадянської війни, Остап Слюсаревський, син іншого командира партизанів. Вони та інші партизани заявляли на мітингах, що «це петля для бідноти, не цього ми домагалися». Зрештою, велику групу таких було звинувачено в причетності до Спілки визволення України (СВУ). Перші арешти відбулися в ніч на 28 червня. З спецповідомлення в ГПУ від 30.06.1930 р.:
« В ніч на 28/VI цього року нами проведена операція по глинківцям. Усього заарештовано 22 чоловіки… Від арешту сховалося 8 чоловік. Заарештовані: куркулів — 2, середняків — 3, останні бідняки. Більша частина бідняків — червоні партизани».
В причетності до СВУ були звинувачені ще багато людей, серед них завідувач керамічної школи Яків Манько (який «ходив підстрижений під „українця“, у селянській свитці, у простих намащених дьогтем чоботях» — з доносу) та її викладач Сергій Зінов'єв. За постановою судової трійки при колегії ҐПУ УРСР від 30 вересня того ж 1930 р. всі вони були звинувачені в участі в підпільній організації СВУ, що ставила за мету «усунення Радянської влади шляхом повстання» і «відновлення Української Народної Республіки». З 168 арештованих 27 розстріляли, а з решти майже всіх відправили до концтаборів, з яких більшість не повернулася.
З іншого боку, активну участь у створенні колгоспів брали Г. Тиква, Я. Покушалов, М. Прокіпець, К. Макаренко, М. Тягнибіда, М. Саєнко, Д. Данік, І.Пучко, М. Рябушко, комсомольці: І. Прокіпець, М. і С. Даніки, А. Кривопал, В. і Б. Пироженки, І. Разін, П. Нагорна, В. Тягнибіда, О. Сиротюк, С. Трищотка, С. Луцій, П. Тиква, А. Разін, Ф. Кучеренко тощо.
Навесні 1930 р. злиттям двох товариств спільного обробітку землі «Солідарність» і «Пролісок» в селі була утворена артіль «8 березня», головою якої став Я. Покушалов. Крім неї були організовані артілі «Перше травня» та ім. Літвінова. Пізніше перші дві артілі об'єдналися в колгосп ім. Будьонного.
Тих, хто не йшов до колгоспу, розкуркулювали. Серед розкуркулених згадують Даніка Кіндрата, Волнянських Михайла, Кіндрата і Якова, пасічника Якова Матвієвського та ін. Окремі родини в повному складі висилалися до Сибіру, на Урал тощо. У лютому 1929 р. райвиконком ухвалив рішення про адмінвисилку за межі УРСР глинчан Сидоренка Дениса Ялисейовича, Жовтобрюха Якова Сазоновича, Титаренка Ананія Івановича, Кривцуна Андрія Михайловича. Коли через запеклий опір селян у березні 1930 р. Сталін у статті «Запаморочення від успіхів» визнав право селян виходити з колгоспів, 90 % глинських господарств скористалися цим правом.
У жовтні 1932 р., коли в Україні розпочалося запровадження обласного поділу, Глинськ разом з Роменським районом увійшов до складу новоутвореної Чернігівської області. Восени того ж 1932 р. в сільських регіонах України більшовицькою владою був організований голодомор, який не обійшов і Глинська. Небагато лишилося живих місцевих свідків того злочину, і з'ясувати, скільки глинчан померло тоді від голоду, майже неможливо — ще влітку 1933 року представники НКВС вилучили документи й книги з записами про смертність 1932-33 років і знищили. Є лише фрагментарні свідчення глинчан, що були тоді дітьми, про окремі вимерлі сім'ї. Ліквідація Глинського склопорцелянового технікуму саме в травні 1933 року може бути пов'язана з великими втратами учнів і викладачів від голодомору. Крім того, «демографічна яма» в складі школярів 1-7 класів Глинської середньої школи 1943/44 навчального року свідчить про дефіцит дітей саме 1930—1933 років народження в загальній кількості до 200 осіб. Що ж до Глинського району, то у 1926 р. в ньому налічувалося 45 тис. мешканців, а в 1937 р. — лише 35 тис., хоча з врахуванням природного приросту мало б проживати близько 52 тис.
Більшовики недаремно називали колективізацію «Великим переломом». Її результатом були глибокі зміни в усьому укладі життя Глинська, як і кожного українського села. Заміна власного на «гуртове — чортове» призвела до поширення пияцтва, злодійства, неробства. В умовах, коли працею в колгоспі родину неможливо було прогодувати, селяни шукали можливостей виїхати до міста або хоча б влаштувати там своїх дітей. Загроза лишитися «волам хвости крутить» у колгоспі стимулювала школярів успішно вчитися. Все більше молоді під різними приводами від'їжджало до міст, щоб до Глинська вже не вертатися.
Різко зменшилася в селі народжуваність. Раніше її стимулювала й потреба батьків забезпечити свої господарства достатньою кількістю робочої сили, тепер же людям не було сенсу народжувати дітей для дармової роботи «на нашій не своїй землі». Саме з 1930 р. у чисельності населення Глинська, кількості в ньому працездатних і дітей встановилася стійка тенденція до зменшення, і тепер, на початку XXI століття, у селі живе менше людей, ніж будь-коли з часів Вишневецьких.
Погляньмо на зміни в Глинську і оком симпатиків колгоспного ладу. На кінець 1934 р. в селі було два колгоспи — ім. Літвінова та ім. Будьонного. В Шумську та Сурмачівці, що адміністративно відносилися до Глинська, існували колгоспи, відповідно, «Червоний господар» та «Нова зірка». В колгоспах виділилися ударники і стахановці. Такими були Марія Рябушко, Настя Литвиненко, Харитина Слюсаренко, Марта Олійник, Параска Швайка.
У 1935 р. колгосп ім. Будьонного мав 60 робочих коней і 16 пар волів. Глинські колгоспи вирощували ті самі зернові культури і махорку, які й за 200 років перед тим вирощували місцеві землероби. Після побудови в сусідньому Лохвицькому районі Полтавської області цукроварні колгоспи стали культивувати цукровий буряк. Оплата праці нараховувалася в трудоднях. В тому ж році глинські колгоспи одержали державні акти, якими за ними закріплялася земля «на вічне користування».
В 1937 р., через кілька років після створення колгоспної птахоферми, за високі результати в одержанні яєць на курку-несучку завптахофермою Яким Пархоменко одним з перших в Україні був нагороджений щойно запровадженою тоді медаллю «За доблестный труд».
Зміни в ті роки відбувалися не лише в сільськогосподарській галузі села. На базі гончарного кооперативного товариства, яке виникло в середині 1920-х років, в 1935 р. був створений промколгосп «Червоний керамік», що виробляв черепицю, цеглу та гончарний посуд. В 1940 р. він виробив 200 тис. штук черепиці, 100 тис. штук випаленої цегли. В 1936 р. в околицях Глинська вперше на Лівобережжі було знайдено нафту. Та подія поклала початок сьогоднішній місцевій газодобувній та газопереробній галузі.
В 1920-30-ті р.р. в Глинську далі розвивалася система загальної освіти. В 1920 р., після встановлення радянської влади, гімназія в місті була закрита. В тому ж році колишнє земське трирічне училище і вище початкове училище були реорганізовані в семирічну загальноосвітню школу, куди приймали дітей з 8-річного віку. Однак приміщень для школи не вистачало. 25 серпня 1922 р. завідувач школи Філоненко звертається до волполітпросвіти: «Школі необхідні кімнати для кляс, а також кватиря для завідувача школи, а тому педагогічна рада прохає вжити всіх заходів аби волполітпросвіта відпустила флігель … на потреби школи».
Першими вчителями в 7-річній школі працювали В. В. Деменко, М. А. Євтушенко, Г. І. Грецька, М. М. Стаєцький, С. М. Зінов'єв та інші. Більшість з них були місцевими жителями з освітою за педагогічні курси або гімназію, а С. М. Зінов'єв мав університетську освіту. В 1921-23 р. платню вчителям платили продовольчими і промисловими товарами, найчастіше — житом. В 1922 р. в школі було піаніно і бібліотека, яка через деякий час налічувала вже 2,5 тисячі книжок.
В середині 1920-х р.р. в Глинській семирічній школі навчалося 360 учнів. В той час як завідувачі школи згадуються Коржевський, Олександр Захаржевський, наприкінці 1927 р. — Богацький, а в 1930 р. — Степан Діброва.
Якщо в 1897 р. початкову освіту мали 22 % глинчан, то вже наприкінці 1926 р. письменних у селі було 52 %, а 68 % дітей шкільного віку ходили до школи. В 1928/29 н.р. було набрано два 5 класи. В одному діти навчалися безкоштовно, у другому — за плату. Учні 5-7 класів переважно були дітьми заможних селян і середняків, бо незаможні не могли купити для своїх дітей підручники і все необхідне для навчання. В школі були вже добре оформлені природничий, хімічний і фізичний кабінети, поповнені наочними посібниками за рахунок місцевої керамшколи. Працювали гуртки співочий, драматичний, природничий, фізкультурний. Відбувалися художні вечори, у яких брали участь вчителі і учні.
В другій пол. 1920-х р.р., коли керівництво СРСР розгорнуло політику колективізації та індустріалізації, у Глинську працювала школа колгоспної молоді, випускники якої могли вступати на робітфаки. В ній навчалися також мешканці Ярошівки, Волошнівки, Хоминець, Нової Греблі, Локні, Бацманів, Ярмолинець.
В 1929 р. з метою ліквідації неписьменності в селі на кутках були організовані лікнепи — групи з 2-3-х неписьменних, до яких були прикріплені вчителі, учні 6-7 класів. Ще раніше вживалися заходи до навчання грамоти допризивників. Всі ці зусилля влади і громадськості привели до того, що в Глинську невдовзі майже не залишилося людей, котрі не вміли б читати й писати.
В 1936 р. семирічна школа була перетворена на середню. Першими вчителями десятирічки були М. П. Ястреба, В.Зубко, І. П. Волох, О. Г. Гриценко, І. С. Лазоренко, В. Г. Труш, Д. М. Юженко, І. Я. Бутенко (директор), С. Я. Рогожа, С. М. Зінов'єв, М. А. Кузьменко. Вже в 1938 р. десятирічка випустила 60 перших випускників. В 1939 році її директором був Д. А. Гох, який за гідно поставлену роботу невдовзі отримав орден Трудового Червоного Прапора.
В 1940 р. для школи було збудоване нове приміщення на 8 класних кімнат. Це була перша двоповерхова будівля в Глинську. При школі діяли гуртки для учнів, а також хор, яким керував учитель Борис Приходько.
В ці ж роки тривала непроста історія Глинської керамічної школи. В 1918 р. школа інструкторів гончарного виробництва була в черговий раз реорганізована, цього разу в художньо-керамічну школу. Завідував нею професор Л.Крамаренко, видатний український художник 1920—1930-х р.р.
В 1920 р., після встановлення радянської влади, художньо-керамічна школа була переведена до Міжгір'я, що під Києвом. Туди переїхали її завідувач Крамаренко і майже всі учні. Більшість же працівників школи лишилися в Глинську.
Вже у вересні того ж 1920 р. колишні викладачі школи Зінов'єв, Борисенко, Митропільська, інструктори Пучко, Сулим, Тимченко та Захаржевський вирішили відновити Глинську керамічну школу, як приватний навчальний заклад. В тому ж навчальному році школа перейшла у відання Роменського повітового раднаргоспу, але коштів від нього не отримала. Єдиним її доходом були кошти від продажу виготовленого посуду.
До 1922 р. школою колективно керувала педагогічна рада, яку очолював С.Зінов'єв, а потім завідувачем школи став інженер-керамік Р.Ульріх. Майже без зовнішньої допомоги школа існувала до 1923 р., відколи була підпорядкована Роменському повітовому відділу народної освіти і фінансувалася ним. З 1924 р. завідувати школою став Я.Манько. В середині 1920-х р.р. у керамічній школі було 7 викладачів і навчалося 45 учнів.
Всього з 1923 по 1930 р. Глинська керамічна профшкола випустила 167 техніків-технологів керамічної спеціальності. Декілька з них пізніше стали видатними фахівцями, як професор М. П. Згонник, художник-керамік лауреат Лєнінської премії А.Ярош, директор Лисичанського склозаводу Г. О. Обливальний, кандидат мистецтвознавства П. Н. Мусієнко та ін. В 1930 році завідувач і кілька викладачів школи були репресовані більшовиками, про що вже йшлося. Випуск керамшколи того року став останнім.
30 серпня 1930 р. керамшкола була реорганізована у Глинський склопорцеляновий технікум і перейшла у відання московського тресту «Союзсклопорцеляна». В 1932 р. технікум був переданий трестові «Укрсклопорцеляна», а в травні 1933 р. ліквідований. Ті з учнів порцелянового відділення, які вижили під час голодомору, були переведені до Будянського технікуму, а скляного — в Гусь-Хрустальний, до Росії.
Продовжувала розвиватися і місцева сфера охорони здоров'я.
Частина дореволюційного медперсоналу надавала глинчанам допомогу і в роки громадянської війни. Принаймні, в усних згадках про ті часи називалося прізвище фельдшера Струмиленка.
Радянська влада з перших її років приділяла посильну увагу питанням охорони здоров'я в Глинську. Ця увага стала предметнішою після організації Глинського району і утворення райвиконкому. Одразу був здійснений ремонт будинку колишньої земської лікарні. В 1924 р. Глинська лікарня мала 10 ліжок і ще одне ліжко пологове. В лікарні було три палати, у тому числі жіноча і дитяча.
До кінця 1920-х р.р. було збудовано і в 1930 р. відкрито дільничну лікарню на 25 ліжок, яка почала обслуговувати Глинськ та сім інших сіл. Пізніше, в 1936 р., лікарня була розширена до 50 ліжок і її стаціонар залишався таким до кінця 1950-х р.р. В 1937 р. в селі був відкритий пологовий будинок, до чого багато зусиль приклав фельдшер А. М. Сеник, який від початку 1930-х р.р. відігравав важливу роль у глинській медицині. Головним лікарем протягом всіх 1930-х р.р. залишався Г. І. Сафонов.
В 1940 р. до Глинська на посаду головного лікаря прибув лікар-терапевт А. О. Коваленко, який очолював медичні заклади Глинська протягом 10 років, включно з воєнними. Разом з ним прибула його дружина — лікар-педіатр Є. П. Павінська, котрій судилося лікувати глинських дітей протягом наступних 48 років.
17 лютого 1935 р. в складі Чернігівської області був відновлений Глинський район. До нього увійшли села та хутори Глинської, Анастасівської, Андріївської, Андріяшівської, Артюхівської, Василівської, Волошнівської, Голінської, Гудимівської, Залатиської, Локнянської, Москалівської, Новогребельської, Перекопівської, Попівської, Хоминської, Чеберяцької, Ярошівської сільрад. Почала виходити районна газета «Більшовик», редактором якої став Сергій Данік.
Роки червоного терору 1937-38 р.р. в історії Глинська досліджені недостатньо, хоча відомо, що принаймні декілька місцевих керівників районного рівня були тоді заарештовані й страчені. Це, зокрема, голова райвиконкому Пічугін О. Г., тодішній 1-й секретар райкому партії Горбатенко. В 1938 р. був розстріляний вихідець із Глинська, заступник Голови Ради Народних Комісарів УРСР Я. Х. Тягнибіда.
В 1938 р. був репресований О. Д. Шуба, політпрацівник Червоної армії, а раніше — глинський червоний партизан. В тому ж році вчергове був заарештований педагог С.Зінов'єв. Цього разу його було звинувачено в зраді Батьківщині. Рішенням «трійки» йому дали 10 років концтаборів. Але через арешт наркома внутрішніх справ СРСР Єжова його справа, які і справи всіх, хто чекав на відправку в концтабори, були передані до звичайних судів і Сергій Митрофанович був звільнений за касацією, пробувши у в'язниці трохи більше року. Оскільки навчати дітей С.Зінов'єву більше не дозволили, до окупації Глинська німцями він працював у районній газеті «Більшовик».
Коли розпочалась війна з нацистською Німеччиною, врожай зернових місцеві колгоспи зібрали, але вивезений він не був. Якимось чином вдалося уникнути й відгону на схід тамтешньої худоби. При відступі радянських військ в околицях Глинська лишилися склади військового майна, кинутого відступаючими частинами Дніпровської військової флотилії. Там було багато одягу та інших корисних речей, і жителі навколишніх сіл їх швидко розібрали.

#### Друга світова війна
10 вересня 1941 р. в Глинськ в'їхали мотоциклісти 10-ї мотодивізії танкової армії Ґудеріана, який згадує цей день і зайняття своїми частинами Глинська в книзі своїх спогадів.
Відступаючими радянськими військами в Глинській лікарні були залишені на лікування декілька поранених червоноармійців та два члени екіпажу підбитого над Глинськом літака. Лікар А.Коваленко та фельдшер А.Сеник лікували поранених з ризиком для життя. Німцям до рук ті бійці не потрапили, однак частину з них вилікувати не вдалося. Померлі від ран, у тому числі обидва згадані розвідники і льотчик, були поховані на території лікарні й на тому місці стоїть пам'ятник.
Першого ж дня в центрі села була встановлена шибениця, на якій окупанти повісили хлопця, котрого вони схопили в недалекій Локні за спробу опору і привезли з собою в Глинськ. Повішеного не знімали кілька днів, щоб залякати глинчан.
Невдовзі німцями був призначений глинський бургомістр, колишній вчитель німецької мови Кирило Гусениця. В перші дні окупації були забрані до Ромен і розстріляні також 16 євреїв Глинська, котрі не встигли чи не захотіли евакуюватися на схід.
Тринадцять комуністів та службовців місцевих радянських установ, у тому числі секретар районного комітету КП(б)У Іван Кузьменко, голова виконкому райради Денис Пазенко, Василь Мелешко, Сергій Галай, Лука Кашуба та інші, були залишені для організації партизанського загону, але в січні 1942 р. вісім з них були арештовані і розстріляні окупаційною владою. І.Кузьменко ще раніше, переховуючись, помер від туберкульозу.
Чому ту групу спіткала така доля? Схоплений поліцією Лука Кашуба в передсмертному листі від 11 січня 1942 р. зазначав: «…В нас було слабе партійне керівництво. Внаслідок чого частина членів партії, які залишилися на окупованій території, пішли в поліцію на реєстрацію, багато арештованих, багато залишилися без зв'язку з підпіллям».
Всього окупаційною владою було страчено 25 глинчан, і серед них неформальний лідер місцевої інтелігенції Сергій Зінов'єв. Втім, останній був схоплений гестапо за підозрою в причетності до ОУН.
На узліссі урочища Стінка є братська могила, у якій поховано 260 розстріляних тут за часів окупації мирних жителів — глинчан та мешканців сусідніх сіл. Тіла розстріляних скидали в так званий «скотомогильник». Тепер там стоїть пам'ятник жертвам нацизму.
Тижнів за два після вступу німців відродилося місцеве релігійне життя. Православній громаді на її клопотання була повернута Миколаївська церква. Глинчани знесли до свого храму образи та інше необхідне для церкви майно і богослужіння відновилися.
Під час окупації розкуркуленим були повернуті садиби, відібрані більшовиками на початку 1930-х р.р. Колгоспів німці не ліквідували, всупереч сподіванням частини селян. Вони були лише реорганізовані й стали називатися «общинний двір бувший Літвінова» та «общинний двір бувший Будьонного». Землі оброблялося в 2,5 рази менше, ніж до війни. За рознарядкою німецького командування вирощувалася й махорка для вермахту. В общинних дворах зберігалася практика обліку праці в трудоднях. За час окупації у глинчан для потреб німецької армії було відібрано велику кількість продовольства, одягу, понад 400 голів великої рогатої худоби, свиней, овець, птиці та ін., що, однак, не спричинило в Глинську голоду.
В окупованому Глинську діяли амбулаторія та лікарня. Глинським медичним поділом, що підлягав здороввідділу Роменського магістрату, завідувала лікар Марія Гапоненко, котра лікувала глинчан з довоєнного часу. Амбулаторія здійснювала нагляд за санітарним станом села. Регулярно перевірявся стан патронатів (щось на зразок дитячих садків), які існували при кожному з общинних дворів. За вказівками роменського здороввідділу проводилися щеплення дітей проти дифтериту та інших хвороб, їх обстеження та протирецидивне лікування.
В період відправки людей на роботи до Німеччини, багатьох врятували лікар Коваленко та фельдшер Сеник, які виконували свій професійний обов'язок перед глинчанами і за часів окупації. Вони навчали молодь симулювати хвороби, окремим глинчанам видавали медичні довідки про їх непридатність до робіт. Однак, за час окупації до Німеччини все ж було відправлено 281 глинчанина.
16 вересня 1943 р. Глинськ було відвойовано у нацистів частинами 127 гвардійського полку 340-ї стрілецької дивізії 50-го стрілецького корпусу, про що Маршал Радянського Союзу Костянтин Москаленко згадує в своїх мемуарах. Напередодні цього молоді глинчани І.Іващенко, В.Троцина, В.Арцишевський та інші взяли під охорону мости через Сулу, щоб їх не підірвали поліцаї. До Глинська радянські війська, як і німці, вступали без бою, тому руйнувань війна в селі майже не залишила. Дві чи три хати були розбиті попаданнями випадкових боєприпасів.
Частина місцевих колаборантів були вбиті при вступі радянських військ, частина — заарештовані, засуджені і заслані, а деякі втекли і спробували розчинитися серед наступаючих радянських військ. Бургомістр Гусениця був упізнаний серед радянських солдатів десь вже на фронті, був арештований і потім розстріляний.
Одразу після вступу радянських військ до села всі військовозобов'язані були мобілізовані і забрані на фронт. Ще 120 підлітків і чоловіків непризивного віку були відправлені на відбудову Донбасу, переважно для роботи на шахтах.
З потерпілих від окупації глинчан (переважно жінок і старих, бо працездатні перебували на фронті й на шахтах) визволителі зібрали 175 тисяч рублів на будівництво танкової колони «Колгоспник Сумщини» і ще на 250 тисяч рублів на подарунки для бійців Червоної Армії і дітей-сиріт.
Всього у складі Червоної армії в тій війні воювало понад 1000 глинчан, 260 з яких наклали головами. Найбільші втрати понесли роди Драчів (12 загиблих), Худоліїв (10 загиблих), Тимченків (9 загиблих). За військову доблесть 629 воїнів-глинчан нагородили радянськими орденами і медалями.
Серед тих, хто найбільше відзначився, були Григорій Матвійович Волнянський та Володимир Федорович Арцишевський. Перший, 20-літнім лейтенантом, у жовтні 1941 р. командував під Тулою батареєю зенітних гармат, яка затримала наступ німецьких танків на Москву, і був нагороджений орденом Леніна посмертно. В.Арцишевський був фронтовим розвідником і доставив командуванню декілька десятків цінних захоплених ним особисто німців-«язиків», у тому числі офіцерів, допити яких допомагали одержувати цінні відомості про противника. З дев'ятьма орденами він повернувся до рідного Глинська, де став ремісником-кустарем і решту життя малював на тканині популярні серед селян настінні килимки.
Декілька вихідців з Глинська та району воювали також в загонах Української Повстанської Армії. Зокрема, глинчанами себе назвали захоплені органами НКВС повстанці Демидовський Іовлій (псевдо «Орілець») і Марченко Василь (псевдо «Травкін»). Колишній голова Глинської управи Іван Жовтобрюх воював у складі дивізії СС «Галичина».

#### Післявоєнні роки
До відвойованого Глинська на керівні посади було прислано цілу когорту росіян. Змєйков В. Й. очолив райвиконком. Інші прибульці очолили місцеве відділення МҐБ, прокуратуру, військкомат, представництво комітету заготівель, заготівельну контору, райздороввідділ. Українцям, що пережили окупацію, радянська влада не довіряла. За результатами місцевих виборів, що відбулися 21 грудня 1947 р., сільраду очолив офіцер-фронтовик Скряга Микола Пилипович.
Артіль «Червоний керамік» (пізніше «Знамя»), головою якої став прибулий росіянин М.Циганков, вже в листопаді 1943 р. виготовила першу продукцію — цеглу-сирець, керамічні гончарні труби, художній посуд, черепицю, дитячі іграшки. Дещо пізніше, в 1949 р., артіль відзначилася тим, що виконала річний план на 258 %. Були створені також торфоартіль, котра вже в 1948 р. за виробничими показниками посіла друге місце в област, і артіль інвалідів «Оборона страни». Останній, зокрема, належали сільська перукарня, швейна майстерня, ситроцех та деякі інші заклади побутового обслуговування і громадського харчування.
В 1945 р. відновився випуск районної газети, але вже під назвою «Радянське життя».
Навчальні приміщення середньої школи за роки окупації були занехаяні. В одному німці тримали полонених, інше використовувалося під зерносховище. Частина меблів була розбита, спалена.
Вже через місяць після вигнання окупантів у школі почалися зайняття. Її директором був Д. Клець, а після його мобілізації до армії на цю посаду призначили М. Д. Лазоренко. У 1943/44 н.р. всіх учнів було 430—450. З них у 1944/1945 р. комсомольцями були 11.
В молодших класах тоді працювали вчителями У. С. Коломієць, А.Кривопал, М. Й. Петрюк, Ф. С. Коробка, Є. П. Чоні, Н. С. Кириленко, З. І. Грецька. З 5-10 класами працювали М. Д. Лазоренко, О. П. Радченко, Д. І. Тягнибіда, О. О. Яхно, Н. І. Римар, М. З. Нудьга, Н. І. Гриценко, Л. К. Борисенко, К. П. Крутінь, П. Я. Лебедєва, Н. П. Усенко. В 1946 р. 4 з 18 вчителів були членами комуністичної партії. Того року директором Глинської школи вже був М.Глиняний, в 1947 р. — І. С. Навоєнко, а з 1949 р. М. М. Тихенко. З 1954 р. директором школи працював Д. Т. Олешко, а з 1956 р. — Г. Т. Нестеренко.
В 1945 р. до Глинська був переведений дитячий будинок, у якому виховувалося близько 200 сиріт. Його директором до 1961 р. був І. Я. Прихожай. В цьому закладі разом з сиротами тримали і дітей «ворогів народу», тобто осіб, засуджених за справжню чи гадану антирадянську діяльність. Дитбудинок за більш ніж 20 років своєї післявоєнної діяльності допоміг вижити сотням дітей, з різних причин позбавлених батьківської опіки.
В 1945 р. на струмку Глиняку методом народної будови була збудована гребля і з того часу в центрі села є ставок. В 1948 р. в селі встановлено пам'ятник Владіміру Лєніну.
В перші повоєнні роки людей змушували не лише віддавати практично весь заробіток на облігації, а й імітувати при цьому добровільність. Як повідомляла 13 травня 1945 р. місцева газета «Радянське життя»: «Службовці глинської філії Держбанку Кір'ян, Гапоненко, Литовка, Сидоренко дали в позику державі 120 % місячного заробітку кожний і закликали службовців наслідувати їх приклад».
До вилучень позики залучався весь сільський актив. В той час і до кінця 1949 р. головою сільради залишався Микола Скряга, однак в липні 1950 р. районна газета головою Глинської сільради вже називає Йосипа Черкасова, а після чергових виборів у грудні 1950 р. — Івана Прокіпця. За результатами місцевих виборів 22 лютого 1953 р. головою сільради став Григорій Костоглод, що лишався на цій посаді до ліквідації Глинського району. Постійно змінювалися керівні особи і в райкомі КП(б)У, поки його секретарем у листопаді 1953 р. не став І. С. Яременко, которому судилося стати останнім компартійним лідером району.
Наприкінці 1954 р. замість В. Змєйкова головою Глинського райвиконкому стала Н. Харченко, однак вже в серпні наступного року її змінив на цій посаді О.Підріз — вже останній голова Глинського райвиконкому.
До 1948 р. під керівництвом головного лікаря Коваленка відновили роботу всі медичні заклади Глинська — лікарня на 50 ліжок, амбулаторія, пологовий будинок, дитяча консультація. В газеті «Радянське життя» від 12 лютого 1948 р. А. О. Коваленка було поставлено за приклад сумлінного виконання своїх обов'язків. Однак Андрій Омелянович 1953 р. передчасно помер у 42-річному віці і в 1952 р. головним лікарем всієї системи місцевих лікувальних закладів був призначений Митрофан Павлович Малахута, який працював на цій посаді до 1977 р.
Наприкінці 1950-х р.р. глинські медики були відомі й своїм самодіяльним театром. Ставилися популярні тоді п'єси «Фараони» О. Коломійця, «Сватання на Гончарівці» Г. Квітки-Основ'яненка тощо. Акторами були більшість працівників лікарні — від конюха Чередника І. І., талановитого виконавця ролі Стецька, до самого головного лікаря.
По війні в Глинську ще жили вихованці керамічної школи, переконані, що їхнє село є природним і потенційним центром розвитку керамічних технологій. В роки, коли країна особливо потребувала будівельних матеріалів, а також кваліфікованих кадрів для їх виробництва, ідеї і пропозиції цих людей впали на сприятливий ґрунт. 2 січня 1947 р. виконком Глинської районної Ради звернувся з клопотанням до виконкому Сумської обласної Ради про організацію в Глинську технікуму на базі колишньої керамічної школи. Через півроку облвиконком підтримав ініціативу глинчан.
На клопотання вже Сумського облвиконкому і за рішенням Ради Міністрів СРСР 17 листопада того ж року Рада Міністрів УРСР доручила Мінпромбудматеріалів організувати Глинський індустріальний технікум. Міністерство зобов'язали укомплектувати технікум кадрами і створити необхідну навчально-матеріальну базу.
Технікум розмістили в будівлі колишньої гімназії. Наприкінці 1947 р. на перший курс технологічного і гірничого відділень прийняли 120 учнів для підготовки техніків-технологів з виготовлення цегельної, черепичної, кахельної та інших видів будівельної кераміки, а також техніків-гірників для розвідок та розробок нерудних копалин. Зайняття в технікумі розпочалися 9 лютого 1948 р.
В 1951 р. технікум випустив перших спеціалістів, після чого за рішенням міністерства в селі були побудовані два двоповерхові будинки, в одному з яких розмістили гуртожиток учнів, а в іншому надали квартири викладачам. Були збудовані також майстерні, водокачка, що стала елементом першого в історії села водогону. Запрацювала дизельна електростанція потужністю 30 квт, яка давала електроенергію на потреби технікуму і прилеглих до нього садиб та установ. В 1947—1956 р.р. директором технікуму був Г. Т. Нестеренко, а після нього — К. В. Ростенко. Щорічно в технікумі навчалося близько 480 учнів.
Влітку 1966 р. Глинський індустріальний технікум був переведений до Ромен. Туди ж переїхала і більшість його викладачів. За час діяльності в Глинську технікум підготував 1600 фахівців для радянської промисловості. На цьому історія Глинська як одного з центрів розвитку українського гончарства, фактично, завершилася.
В повоєнні роки продовжували працювати місцеві колгоспи.
В липні 1950 р. глинські колгоспи ім. Літвінова та ім. Будьонного, заруднівський ім. Куйбишева, шумський «Червоний господар» та сурмачівський «Нова зірка» були об'єднані в єдиний глинський колгосп ім. Малєнкова. Укрупнений колгосп ненадовго очолив Ф.Кучеренко. Цей колгосп володів 4699 га землі, у тім числі орної — 2913 га, садків — 45 га, сіножатей — 403 га, вигонів і пасовищ — 197 га, лісу — 414 га. Працездатних колгоспників у об'єднаній артілі було 783, у тім числі 513 жінок.
Після цього результати в глинському землеробстві не покращилися. Наступного 1951 р. озимої пшениці було зібрано 5,88 ц/га, жита — 8,67, кукурудзи — 11,3 порівняно з 7-8 ц/га зернових перед цим. Відповідно, колгоспники отримували за роботу мізерну плату і то лише натурою — зерном та іншими продуктами. В колгоспному господарстві Глинська повоєнних років як тяглову силу ще використовували волів. Зерно мололи у вітряках.
Партійні органи намагалися покращити справи в колгоспі, міняючи його голів. Протягом 1950-х р.р. ними були прибулець Лазар Кондрашов, проїжджий росіянин Савельєв, Малиш з сусідньої Артюхівки. Але покращення не відбувалося, бо результати праці і далі відбирала держава.
Навесні 1958 р. МТС, у тім числі найближчі до Глинська Андріяшівська і Волошнівська, були реорганізовані в ремонтно-технічні станції, що займалися обслуговуванням і ремонтом колгоспної техніки. Глинський колгосп також отримав тоді додаткову техніку, але минули роки, поки вдалося налагодити її утримання. В 1957 р. була введена в дію колгоспна дизельна електростанція потужністю 80 квт. З її допомогою стали очищати насіння, молоти зерно, розпилювати будівельний ліс, стригти овець, качати воду.
В 1958 р. ціни на сільгосппродукцію були знову знижені, а на сільгосптехніку, добрива — підвищені, що не могло не вплинути негативно на стан глинського колгоспу, що на той час носив вже ім'я Свєрдлова (див.нижче). В 1959 р. його доход склав 83,3 % від запланованого, а в тваринництві — взагалі 76,3 %.
Протягом 1950-х р.р. Глинськ являв собою типовий для України сільський райцентр. В ньому був повний набір районних установ — райком партії, райвиконком, редакція районної газети з примітивною типографією, банк, пошта й телеграф, міліція, прокуратура, райспоживспілка, готель на 10 місць, лазня, районні людська і ветеринарна лікарні, радіовузол.
В сфері освіти крім вже згаданих середньої школи, технікуму і дитячого будинку працювали дитячі ясла на 20 місць і дитячий садок на 50 місць.
В пристосованій будівлі колишньої Соборної Воскресенської церкви працював районний будинок культури. Там регулярно демонструвалися кінофільми, відбувалися зібрання громадян, концерти художньої самодіяльності. В Миколаївській церкві здійснювалася відновлена під час окупації служба Божа.
В селі діяли три питейні заклади. Вони, як і всі магазини (продовольчий, сільунівермаг, книжковий, господарчих товарів, культоварів), належали Глинській райспоживспілці.
Протягом післявоєнних років аж до кінця 1950-х в Глинську активно працював базар. Базарними днями були неділя, середа й п'ятниця. Селяни виносили і вивозили на продаж продукцію своїх домашніх господарств — овочі, птицю, молоко, сметану, масло, яйця тощо. Покупцями були інші селяни, а також численні ще тоді глинські службовці — працівники районних установ, школи, технікуму, лікарні.
Більші базари відбувалися по неділях. На них вивозилися ще одяг (у більшості робочий), взуття (переважно кирзове), набори заготовок зі шкіри для пошиття взуття на замовлення, гончарний посуд, а також, наприклад, поросята. Взимку селяни з посульських сіл вивозили на продаж пійману рибу — щуки, лини, в'язі, в'юни.
Глинчани 1950-х р.р. жили в своїх садибах ще усталеним за віки порядком. Вони дуже мало заробляли, тому й товари на базар вивозилися відповідні. Зарплати більшості службовців коливалися між 250—400 руб. на місяць. А колгоспники грошей не отримували взагалі.
Внаслідок обмежень селянські господарства стали виробляти менше продукції. До того ж вийшла заборона продавати її на ринках, а на порушників чіплявся ярлик спекулянта. Через це до початку 1960-х базар вмер, а базарна площа поступово набула вигляду вигона. Відродження базару почалося лише на початку XXI ст.
Вулиці села і навколишні дороги, як і протягом попередніх століть, залишалися ґрунтовими і під час дощів немилосердно розкисали. Для автомобілів вони ставали тоді майже непрохідними. Та й самі автомобілі лишалися дивиною. Зате багато було коней і характерною ознакою будь-якого громадського місця була конов'язь.
На Сулі діяли поромні переправи. Підводи перевозили поромом. Поодиноких подорожніх перевізники переправляли човнами.
В 1956 р. розпочалася кампанія з розвінчання Сталіна. Саме тоді до Глинська був завезений щойно виготовлений пам'ятник вождю для встановлення в центрі села. Його так і не встановили. Довго валялися бетонні секції в садку за райвиконкомом, аж поки їх розбили на шматки і десь закопали. Наступного 1957 р. в Москві Ґєорґій Малєнков, ім'я якого з 1950 р. носив глинський колгосп, потрапив у опалу, внаслідок цього колгосп був перейменований і став носити ім'я Якова Свєрдлова.
Незважаючи на незадовільні результати у виробничій сфері, Глинськ протягом 1950-х р.р. все ж потроху розвивався. Крім вже згаданих житлових двоповерхівок технікуму був побудований двоповерховий будинок для служб райвиконкому. Дорога на Ромни була заасфальтована. В 1957-58 р.р. по всій центральній вулиці уклали бруківку.
25 липня 1954 р. відбувся перший автобусний рейс Глинськ-Ромни. Короткий час існувало пряме автобусне сполучення Глинська з Сумами. За околицею села недовго діяв ґрунтовий аеродром, звідки здійснювалися регулярні поштові і пасажирські перевезення за маршрутом Глинськ-Суми-Глинськ.
В листопаді 1955 р. в Глинській школі був встановлений телевізор, який приймав передачі Київського телецентру. Сигнал був дуже слабкий, і невдовзі глинські умільці стали будувати величезні антени — підняті на високих дерев'яних щоглах рами, обплутані дротами.
Станом на 10 жовтня 1958 р. в Глинську жило 2617 мешканців.
У березні 1959 р. в ході чергової адмінреформи Глинський район був ліквідований і приєднаний до Роменського. Райком партії і райвиконком у селі були розформовані, а їх будівлі передані, відповідно, під поліклініку й лікарню. Таким чином глинська лікарня розширилася до 100 ліжок, у ній працювали 9 лікарів і 47 осіб середнього медперсоналу. В старій же лікарні був розміщений протитуберкульозний диспансер. Були закриті також редакція районної газети «Радянське життя», відділення міліції та ін. Але залишився телеграф, що тоді було рідкісним для сіл явищем.
Понизився статус інших установ — райспоживспілка стала сільським споживчим товариством. Лікарня з районної стала дільничною. Банк став ощадкасою, ветеринарна лікарня — ветеринарною дільницею.
Оновилося керівництво колгоспу. В 1960 р. на посаду голови прибув досвідчений керівник Микола Калевич, перед цим голова Білопільського райвиконкому. Про результати його роботи йтиметься нижче.
В 1966 р. на виконання постанови "Про підготовку механізаторських кадрів у сільських професійно-технічних училищах " СПТУ з'явилося і в Глинську. Воно було переведене з Ромен, де діяло з 1946 р., і розміщене в приміщеннях, котрі перед тим належали індустріальному технікуму, вивезеному до Ромен. Першим директором Глинського СПТУ став В..Саєнко. Училище розпочало готувати в Глинську механізаторів сільського господарства — трактористів, комбайнерів, водіїв. Крім території колишнього технікуму йому була віддана територія колишньої артілі інвалідів, яка ще раніше була маєтком Гуляницьких. Училищу було передано також 600 га земельних угідь.
СПТУ щороку випускало 130—150 механізаторів сільського господарства. З 1977 р. воно почало надавати учням повну середню освіту. Однак випускників все-одно не вистачало, бо значна їх частина залишала колгоспи. Та й директори довго в училищі не трималися. За майже 40 років діяльності училище очолювали 8 директорів: В.Саєнко, Г.Яровий, В.Дядечко, В.Кривоніс, І.Небелиця, В.Половець, І.Сірінько, М.Гордійчук.
Однак за період свого перебування в Глинську училище збагатило центр села, територію давнього глинського Города, 4-поверховим навчальним корпусом та 5-поверховим гуртожитком. Викладачі училища — Н. Лещенко, М. Шевченко, В. Коцюба, Б. Савело, О. Одинцова, В. Кислова, Л. Карнаушенко, М. Набока, А. Павленко, О. Мостовий, С. Філоненко та інші — поповнили загін глинської інтелігенції.
В 1968 р. замість дитячого будинку в Глинську було відкрито допоміжну школу-інтернат для дітей з вадами фізичного і розумового розвитку. В грудні того ж року від недогляду обслуги згоріла дерев'яна будівля клубу — колишньої Соборної Воскресенської церкви. Тепер на її місці височіє згаданий 5-поверховий гуртожиток СПТУ.
Хоча церкві Св. Миколая в 1966 р. був здійснений косметичний ремонт з реставрацією художніх розписів зовнішніх стін, та релігійне життя на її основі було згорнуте під тиском компартійних органів. Священник, що років 20 чесно служив громаді, змушений був виїхати з села, а нового глинчанам не прислали. В храмі сільська кооперація розмістила склад склотари. Образи та церковний інвентар були розікрадені.
Населення Глинська далі скорочувалося. За результатами перепису 1969 р. в Глинську жило 2373 мешканці. На поч. 1970-х р.р. у Глинській школі-десятирічці (директор Сеник В. А.) навчалося трохи більше 360 дітей і працювало 20 вчителів. Це стало наслідком постійного і масового виїзду з села молоді, що не бажала працювати в колгоспі.
В селі діяла лікарня на 100 ліжок.
Всього в Глинську на той час працювало 115 фахівців з вищою і середньою спеціальною освітою.
Товарообіг 17 магазинів і ларків Глинська становив тоді 1,5 мільйона рублів на рік. Середня зарплата колгоспників становила 110 руб.
Як вже зазначалося, в 1960 р. головою колгоспу ім. Свєрдлова став М.Калевич. Він оновив склад керівної ланки колгоспу, вжив заходів до підвищення культури землеробства і тваринництва, вже в 1960 р. забезпечив перехід від трудодня до низької, але все ж грошової оплати. На кінно-ручних роботах запровадили шестирозрядну тарифну сітку. За нею в 1960 р. змінна норма виробітку за І розрядом оплачувалася в розмірі 0,50 руб., а за VI розрядом — 1,1 руб, а в 1965 році — відповідно 1 руб і 2 руб.
На частину невиплачених грошей колгоспникам продавався за державними закупівельними цінами хліб, до 1,5 т одному працівникові. Механізатори могли купили хліба скільки завгодно по 3 кг на 1 руб зароблених грошей (тобто по 33 коп за 1 кг). 40 % зерна, зібраного понад план, йшло на додаткову оплату праці.
Вже того року колгосп зібрав пшениці по 13,2 ц/га, жита — по 10,3. Тоді це виглядало значним прогресом. При цьому зросло застосування мінеральних добрив. В 1965 р. колгосп їх вніс в 4 рази більше, ніж в 1964-му.
В 1965 р. М. Калевич підвів деякі підсумки свого головування в брошурі «Колгосп подолав відставання», виданій у харківському видавництві «Прапор». Згідно з ними, станом на 1965 р. до колгоспу входило 737 дворів і 521 працездатний колгоспник. Порівняно з кількістю працездатних у повоєнному 1950 р. їх чисельність зменшилася на 33,5 %.
За М.Калевичем, в 1965 р. зернових було зібрано 18,4 ц/га, цукрових буряків — 238 ц/га порівняно з 13,5 ц/га і з 154 ц/га в 1959 р. Кукурудзи зібрали 33,2 ц/га. Більше половини всіх площ зернових займала озима пшениця, її урожайність склала понад 25 ц/га. Колгосп здав державі 8760 ц хліба, що на 3000 ц перевищувало державне замовлення.
Державі було продано 1636 ц м'яса, також значно більше за завдання. Від кожної з дійних корів отримано молока на півтонни більше, ніж в 1964 р. Причому 100 % виробленого колгоспом м'яса і 83 % молока з села вивозилося. В той же час для самих глинчан ці продукти стали практично недоступними. До магазину вони не надходили, а базар, як вже згадувалося, функціонувати припинив.
В 1965 р. доходи колгоспу склали на 174 тис. більше, ніж в 1964 р. і в 5 з лишком разів більше ніж в 1960 р. При цьому на тваринництві колгосп заробив 433 тис. руб (56 % доходів), на рільництві — 291 тис. руб (в тому числі 124 тис. від буряків. Головним напрямком господарства вважався молочно-м'ясний. Варто уточнити, що 69 тис. руб доходу колгосп отримав додатково завдяки новим підвищеним державою закупівельним цінам на молоко і м'ясо.
На кожен людино-день було виплачено по 2,07 руб за виробітку на той же людино-день 6 руб. Найоплачуванішими з рядових колгоспників були механізатори. Заробок одного з найпрацьовитіших, тракториста Г.Бенька, в 1965 р. склав 124 руб в середньому на місяць.
Середньомісячний заробіток доярок становив 70-80 руб. Ці гроші дояркам доводилося заробляти, щодень тричі видоюючи в середньому по 10 корів. За надоювання ста кілограмів молока доярка отримувала влітку 2,2 руб, взимку — 2,5 руб.
Не дивно, що при такій оплаті праці собівартість 1 ц молока склала 8,97 руб, 1 ц м'яса — 52,1 руб. Оснащеність цієї праці засобами механізації певною мірою характеризує кількість електродвигунів, що застосовувалися в той час у господарстві — 30 одиниць, і чотири наявні зернозбиральні комбайни, на кожен з яких припадало 374 га зернових.
В таких умовах більшість молоді працювати не хотіла. За М.Калевичем, лише в 1965 році понад 50 глинських хлопців і дівчат навчалися у вузах і технікумах. Однак, отримавши освіту, до колгоспу вони не поверталися, залишаючись у містах. Тому в колгоспі на той час не було жодного спеціаліста з вищою освітою, за винятком самого голови. Лише 5 фахівців мали середню спеціальну освіту і навіть загальну середню освіту мали тільки половина бригадирів та їх помічників.
Брошура Калевича, нагадаємо, називалася «Колгосп подолав відставання». Але чи подолав він його насправді? Адже в 1965 р. колгоспом було зібрано 18,4 ц/га зернових, а в середньому по Україні — 21,3 ц/га. Та й 24,7 ц/га, зібрані колгоспом пізніше — в 1971 р., у середньому по Україні були досягнуті ще в 1966-му. Очевидно мова йшла про подолання відставання на рівні не надто передового тоді Роменського району.
На межі 1960—1970-х р.р. М.Калевич був обраний головою сільської ради, а головою колгоспу став Степан Котко. В ті роки далі розвивалася соціальна сфера та інфраструктура села. Були збудовані будинок побуту, дитячі ясла-садок, кілька магазинів, новий навчальний корпус та 5-поверховий гуртожиток профтехнічного училища. Однак, Будинок культури з залом на 600 місць та побудована до 50-річчя Жовтневої революції лазня визнані небезпечними для використання, тому не діють і слугують наочними прикладами радянського марнотратства.
З 1962 р. глинська лікарня на 100 ліжок обслуговувала 17 населених пунктів. У селі діяв пологовий будинок з акушерським відділенням. Було хірургічне відділення з операційною, терапевтичне, очне та неврологічне відділення. Працювали бактеріологічна та клінічна лабораторії, фізіотерапевтичний та рентген-кабінети.
Після виходу М. Малахути на пенсію лікарню очолював Назаренко А. С. (1977—1982), за ним — Лоза Ю. І. (1982—1989). В 1982 р. введене в дію двоповерхове приміщення поліклініки на 150 відвідувань за зміну. Збудовані два житлових будинки для медперсоналу. Однак вже в 1984 р. закрили пологовий будинок — надто мало дітей народжувалося в Глинську!
Протягом 1960—1970-х р.р. істотно змінився вигляд глинських садиб. Замість традиційних хат-мазанок чимало сімей побудували собі нові цегляні чи обтягнуті цеглою будинки, криті залізом або шифером, з заскленими верандами. Будувалися нові господарські будівлі в колгоспі — тваринницькі ферми, зерносховища та ін. Цегельний завод, що належав колгоспу, виробляв 1,5 млн штук паленої цегли на рік.
Багато глинчан вже мали телевізори, дехто й легкові автомобілі, а от корів, навпаки, майже ніхто не мав. М'ясні та молочні продукти в місцевих магазинах споживчої кооперації практично неможливо було купити.
Тоді ж, на межі 1970—1980-х роках Глинська торкнувся черговий тур військових перегонів між Радянським Союзом і блоком НАТО. СРСР на своїй території розставив ракети РСД-10 (за іншою класифікацією — СС-20), націлені на Європу. Ракетна позиція була обладнана й в Сурмачівці над Сулою під виглядом звичайного селянського двора. Як свідчать очевидці, там були три пускові ракетні шахти. Коли в середині 1980-х років США і СРСР, домовившись, взаємно ліквідували свої ракети, була демонтована і та позиція.
Станом на 1 січня 1983 р. в колгоспі було 565 дворів, у яких проживали 875 чоловік, у тім числі працездатних 315 (на 40 % менше, ніж 1965 р., і 60 % менше, ніж в 1950 р.). Серед них чоловіків було 192, жінок — 123.
В колгоспі було 1890 голів великої рогатої худоби, 793 свині, 79 коней, 414овець, 1365 гусей, 100 вуликів бджіл.
За колгоспом на той час було закріплено 4754 га землі, у тому числі ріллі — 2822, сіножатей — 407, пасовищ — 267, садів — 48, лісу — 520, боліт — 121, присадибних ділянок — 322. Колгосп мав 52 трактори, 42 тракторних причепи, 22 автомашини, 16 різних комбайнів, 41 плуг та культиватор, 17 сівалок.
Було вироблено в 1982 р. 3778 т зерна, 10 тис. т цукрових буряків, 170 т картоплі, 50 т інших овочів, 185 т м'яса, 1625 т молока. Але продуктивність, наприклад, молочного виробництва була вдвічі менша, ніж у Польщі, втричі, ніж у Західній Німеччині, вчетверо, ніж у США.
У 1980-х р.р. головою сільради був Микола Губський.
В той час завдяки ініціативі і зусиллям керівництва колгоспу (С. Котко, а потім П. Галян) та сільради були заасфальтовані головні вулиці Глинська. Для цього в 1982 р. в селі побудований асфальтовий завод. За ініціативою і зусиллями Петра Галяна в село був заведений природний газ, яким, втім, ще років 20 по тому користувалося вкрай обмежене коло споживачів. Іншою важливою новобудовою став залізобетонний міст через Сулу, відкритий в 1983 р.
В 1987 р. заснований Музей бойової та трудової слави села Глинська — лише в такій формі погоджувалося визнавати історію села комуністичне начальство. Визначальний внесок у його створення зробив В. А. Сеник. Однак після евакуації музею з аварійного приміщення Будинку культури іншого приміщення для його експозиції не знайшлося.
Під час аварії на Чорнобильській АЕС Глинськ і прилеглі місцевості забруднені не були. Проте 8 глинчан: Юрій Батасов, Олександр Галай, Анатолій Голуб, Анатолій Данік, Анатолій Левон, Володимир Сердюк, Микола Тимченко та Микола Якименко взяли участь у ліквідації наслідків катастрофи, де піддалися опроміненню і втратили частину здоров'я.
Ще 4 глинчанам: Григорію Кібцю, Валерію Кривоносу, Володимирові Рокару, Сергію Щербині довелося відбути дійсну військову службу в Афганістані під час радянської агресії проти тієї країни.
26 березня 1989 р. під час перших за історію СРСР демократичних виборів глинчани підтримали кандидатуру вчительки з Конотопа, активістки екологічного руху Маргарити Чепурної, яка й стала депутатом. На виборах до Верховної Ради України 6 березня 1990 року більшість глинчан проголосували за кандидата тоді від демократичних сил роменця Володимира Марченка, який пізніше перейшов на ліво-радикальні позиції.
Першим демократично обраним головою Глинської сільради став викладач СПТУ А.Павленко, якого глинчани переобирали на цю посаду також в 1994 і 1998 роках.
Під час всесоюзного референдуму 17 березня 1991 р., ініційованого президентом СРСР М. Горбачовим, глинчани проголосували за збереження Союзу РСР. Однак 24 серпня того ж року, після спроби заколоту ДКНС і прийняття Верховною Радою України Акта про незалежність, Глинська сільська рада першою в районі ухвалила рішення про підняття українського національного прапора над головною будівлею села. Ініціаторами цього заходу стали В. А. Сеник, О. А. Одинцова, В. Р. Жовтобрюх тощо.

### Роки незалежної України

#### Волевиявлення мешканців села
На всеукраїнському референдумі 1 грудня 1991 року з питання незалежності України вже понад 80 % глинчан висловилися за незалежність. Більшість з них підтримали кандидатуру Леоніда Кравчука на посаду президента України. Під час наступних виборів президента, 26 червня 1994 року, більшість глинчан відмовили в довірі своєму попередньому обранцю і проголосували за Леоніда Кучму.

#### Поштовий штемпель
В тому ж 1994 році поштове відомство України виготовило тимчасові національні поштові марки: на звичайні марки радянського зразка ставилися штампи, якими ці марки перетворювалися вже на українські. Один з таких штампів був присвячений Глинську. Таким чином з'явилася марка, на якій поверх зображення Кремля штампом були нанесені написи: ГЛИНСЬК, 1994, 500 (крб), а також контур історичного герба міста Глинська.

#### Релігійне життя
Політичні зміни призвели й до відродження в селі релігійного життя. Ініціативу виявили самі глинчани, а головним ініціатором був Олександр Іванович Пучко. Таким чином, з кінця 1980-х років Миколаївська церква знову використовується за призначенням. Першим глинським священиком після 25-річної перерви став отець Михайло Дендак з Тернопільщини. На початку 1990-х років він з допомогою тодішніх керівників сільради й колгоспу багато зробив для відновлення роботи церкви і полагодження її будівлі.
На межі Третього тисячоліття чи не вперше за свою історію отримала власний легальний молитовний будинок і глинська громада баптистів.

#### Пенсійні виплати
В Україні ж після деякої фінансової стабілізації виникли проблеми з виплатою пенсій. На кінець 1999 року глинські ветерани праці отримували пенсії вже з семимісячним запізненням. Однак під час перебування на чолі уряду України Віктора Ющенка і Юлії Тимошенко пенсійна криза була подолана менше, ніж за рік, і до осені 2000 року всі борги були повернуті глинським пенсіонерам.

#### Сільське господарство
Наприкінці 1999 року розпочалася ініційована президентом Кучмою земельна реформа, і глинський колгосп був ліквідований разом з іншими. Приватизаційні документи на його землю і майно були оформлені в 2002 році. Працівники розпущеного колгоспу, а також пенсіонери, отримали паї по 3,6 га на особу. Однак на тому етапі реформи земельні паї глинчан не були виділені в натурі.
На відміну від предків глинчани початку XXI століття виявилися неготовими до самостійного господарювання на землі. Вони об'єднали свої паї й передали їх в управління товариству з обмеженою відповідальністю, створеному керівництвом розпущеного колгоспу, таким чином з власної волі продовживши існування в селі фактично колгоспної форми господарювання.
На початку 2003 року єдине глинське сільгосппідприємство — ТОВ «Глинське» (директор Гусениця В. А.) мало в користуванні 1894 га орної землі. Воно володіло 25 тракторами, 22 автомобілями, 3 комбайнами з причепними знаряддями. Ця техніка була переважно зношеною і морально застарілою. Однак в 2002 році господарство зібрало зернових 30 ц/га, у тім числі пшениці — 40 ц/га. Станом на 1 квітня 2003 року в господарстві було близько 300 голів великої рогатої худоби, 280 телят, 260 свиней.
В той же час істотно зросла кількість худоби в домашніх господарствах глинчан. В умовах безробіття та низьких заробітків найманих працівників домашнє виробництво м'яса і молока на продаж стало для багатьох родин доволі надійним засобом не лише виживання, але й надання дітям вищої освіти.

#### Освіта
Важливою для економіки Глинська лишається освітня галузь.
В колишньому СПТУ, яке в 2003 році набуло статусу аграрного ліцею (директор Гордійчук М. С.), навчається близько 275 учнів. Там працюють 23 викладачі і 21 майстер. Ліцей має лабораторії, трактороавтодром, 45 одиниць сільгосптехніки, свинарник і 248 га орної землі. Він готує механізаторів сільського господарства, водіїв, кухарів, бухгалтерів, бджолярів. Ліцей підпорядкований Комітету з профтехосвіти Міністерства освіти та науки України і фінансується з державного бюджету.
В школі-одинадцятирічці навчається близько 200 учнів і працює 23 вчителі.
В спеціальній загальноосвітній школі-інтернаті (до 2003 року — Глинська школа-інтернат для дітей з вадами розумового і фізичного розвитку) виховується 130 учнів. Там працюють 18 вчителів та 24 вихователі. Є трактор, автомобіль, 10 га орної землі, свинарник.
Крім того, у Глинську діє дитячий садок.

#### Медичне обслуговування
Протягом 1990-х років зменшила обсяги надання медичних послуг сільська лікарня, у якій станом на 1993 рік залишалося лише 35 ліжок, а потім стаціонарне відділення було ліквідоване через нестачу коштів на утримання. На початок XXI століття в Глинську діє лише поліклініка, де хворих приймає один лікар (Л. А. Соболєва). За складнішою медичною допомогою та стаціонарним лікуванням глинчани звертаються до районної лікарні в Ромни.

#### Торгівля
Стабілізація пенсійного забезпечення глинчан та налагодження регулярних виплат зарплатні працівникам бюджетних установ стимулювало пожвавлення місцевої торгівлі. Полиці кооперативного продовольчого магазину наповнилися товарами значно краще, ніж в 1970—1980-ті роки. Відкрився також приватний продовольчий магазин з широким асортиментом товарів.
Відродився глинський базар. Торгівля там проводиться двічі на тиждень. Торгують там не лише місцеві жителі, а й селяни з навколишніх сіл, підприємці з Ромен, Прилук та інших міст.
Налагодилися транспортні зв'язки Глинська, що були певний час порушені. Прямі пасажирські автомобільні перевезення здійснюються не лише за маршрутом Глинськ-Ромни, а й Глинськ-Суми, чого не було з кінця 1950-х років.

## Інше
У 2004 році до осель глинчан, завдяки ініціативності голови сільради Сергія Філоненка, підведений природний газ.
У Глинську діють сільська рада, пошта, аптека, ощадна каса, правління сільського споживчого товариства.
На початку XXI століття населення Глинська є найменшим за останні 400 років його історії і втричі меншим, ніж на початку радянського періоду. В селі є велика кількість спорожнілих дворів.

## Пам'ятки
Неподалік від села розташований Андріяшівсько-Гудимівський заказник.

## Відомі люди
- Веретін Сергій Геннадійович — український військовик, учасник російсько-української війни[1].
- Волнянський Григорій Матвійович (1921—1941) — радянський офіцер, артилерист, учасник німецько-радянської війни.
- Грицишин Євгеній Васильович — український військовик, учасник російсько-української війни[2][3].
- Манько Демид Федорович (1880—1919) — український політичний та військовий діяч. Член Центральної Ради, станом на червень-грудень-місяць 1917 року.
- Прихожай Володимир Іванович (нар. 1954) — український композитор, музикант. Заслужений діяч мистецтв України.
- Пучко Іван Іванович (1897—1978) — український перекладач.
- Разін Андрій Іванович (1910 — ?) — український радянський діяч, військовик. Депутат Верховної Ради УРСР 1-го скликання.
- Симоненко Дмитро Миколайович (1990—2014) — сержант Збройних сил України, загинув 31 липня 2014 року у бою під Шахтарськом, Донецької області).
- Тягнибіда Яків Хомич (1895—1938) — заступник голови Ради Народних Комісарів Української РСР. Депутат Верховної Ради СРСР 1-го скликання (1937—1938).